# Llista d'asteroides (447001-448000)
Llista d'asteroides del 447.001 al 448.000, amb data de descoberta i descobridor. És un fragment de la llista d'asteroides completa. Als asteroides se'ls dona un número quan es confirma la seva òrbita, per tant apareixen llistats aproximadament segons la data de descobriment.

## 447001–447100
| Nom    | Designació provisional | Data de descobriment   | Lloc de descobriment | Descobridor/s        |
| ------ | ---------------------- | ---------------------- | -------------------- | -------------------- |
| 447001 | 2004 BH160             | 21 de gener de 2004    | Cerro Paranal        | Cerro Paranal        |
| 447002 | 2004 CH27              | 11 de febrer de 2004   | Palomar              | NEAT                 |
| 447003 | 2004 CH29              | 19 de gener de 2004    | Kitt Peak            | Spacewatch           |
| 447004 | 2004 DS13              | 16 de febrer de 2004   | Kitt Peak            | Spacewatch           |
| 447005 | 2004 EM41              | 15 de març de 2004     | Catalina             | CSS                  |
| 447006 | 2004 EU57              | 26 de febrer de 2004   | Socorro              | LINEAR               |
| 447007 | 2004 EG58              | 15 de març de 2004     | Catalina             | CSS                  |
| 447008 | 2004 EF96              | 15 de març de 2004     | Kitt Peak            | Spacewatch           |
| 447009 | 2004 FS13              | 16 de març de 2004     | Catalina             | CSS                  |
| 447010 | 2004 FO59              | 18 de març de 2004     | Socorro              | LINEAR               |
| 447011 | 2004 FJ106             | 19 de març de 2004     | Socorro              | LINEAR               |
| 447012 | 2004 FJ125             | 18 de març de 2004     | Socorro              | LINEAR               |
| 447013 | 2004 FE143             | 27 de març de 2004     | Anderson Mesa        | LONEOS               |
| 447014 | 2004 GO20              | 9 d'abril de 2004      | Siding Spring        | Siding Spring Survey |
| 447015 | 2004 HF4               | 16 d'abril de 2004     | Kitt Peak            | Spacewatch           |
| 447016 | 2004 HK22              | 16 d'abril de 2004     | Kitt Peak            | Spacewatch           |
| 447017 | 2004 HH54              | 26 d'abril de 2004     | Socorro              | LINEAR               |
| 447018 | 2004 KH11              | 19 de maig de 2004     | Campo Imperatore     | CINEOS               |
| 447019 | 2004 LS7               | 11 de juny de 2004     | Socorro              | LINEAR               |
| 447020 | 2004 LE10              | 14 de juny de 2004     | Socorro              | LINEAR               |
| 447021 | 2004 LP14              | 11 de juny de 2004     | Kitt Peak            | Spacewatch           |
| 447022 | 2004 NO                | 9 de juliol de 2004    | Socorro              | LINEAR               |
| 447023 | 2004 NZ12              | 11 de juliol de 2004   | Socorro              | LINEAR               |
| 447024 | 2004 OY8               | 18 de juliol de 2004   | Socorro              | LINEAR               |
| 447025 | 2004 OH9               | 20 de juliol de 2004   | Great Shefford       | Birtwhistle, P.      |
| 447026 | 2004 OC12              | 21 de juliol de 2004   | Reedy Creek          | Broughton, J.        |
| 447027 | 2004 OH13              | 18 de juliol de 2004   | Campo Imperatore     | CINEOS               |
| 447028 | 2004 PV22              | 8 d'agost de 2004      | Socorro              | LINEAR               |
| 447029 | 2004 PC34              | 8 d'agost de 2004      | Anderson Mesa        | LONEOS               |
| 447030 | 2004 PM60              | 9 d'agost de 2004      | Socorro              | LINEAR               |
| 447031 | 2004 PW73              | 8 d'agost de 2004      | Socorro              | LINEAR               |
| 447032 | 2004 PS82              | 10 d'agost de 2004     | Socorro              | LINEAR               |
| 447033 | 2004 PL86              | 11 d'agost de 2004     | Socorro              | LINEAR               |
| 447034 | 2004 QW28              | 25 d'agost de 2004     | Kitt Peak            | Spacewatch           |
| 447035 | 2004 RR14              | 6 de setembre de 2004  | Siding Spring        | Siding Spring Survey |
| 447036 | 2004 RV16              | 7 de setembre de 2004  | Socorro              | LINEAR               |
| 447037 | 2004 RA22              | 7 de setembre de 2004  | Kitt Peak            | Spacewatch           |
| 447038 | 2004 RF25              | 6 de setembre de 2004  | Siding Spring        | Siding Spring Survey |
| 447039 | 2004 RQ48              | 8 de setembre de 2004  | Socorro              | LINEAR               |
| 447040 | 2004 RP49              | 8 de setembre de 2004  | Socorro              | LINEAR               |
| 447041 | 2004 RV57              | 8 de setembre de 2004  | Socorro              | LINEAR               |
| 447042 | 2004 RN70              | 8 de setembre de 2004  | Socorro              | LINEAR               |
| 447043 | 2004 RH76              | 8 de setembre de 2004  | Socorro              | LINEAR               |
| 447044 | 2004 RL88              | 7 de setembre de 2004  | Palomar              | NEAT                 |
| 447045 | 2004 RL91              | 21 d'agost de 2004     | Catalina             | CSS                  |
| 447046 | 2004 RK125             | 7 de setembre de 2004  | Kitt Peak            | Spacewatch           |
| 447047 | 2004 RW140             | 8 de setembre de 2004  | Socorro              | LINEAR               |
| 447048 | 2004 RB154             | 10 de setembre de 2004 | Socorro              | LINEAR               |
| 447049 | 2004 RO160             | 10 de setembre de 2004 | Kitt Peak            | Spacewatch           |
| 447050 | 2004 RR172             | 9 de setembre de 2004  | Kitt Peak            | Spacewatch           |
| 447051 | 2004 RK186             | 10 de setembre de 2004 | Socorro              | LINEAR               |
| 447052 | 2004 RZ211             | 11 de setembre de 2004 | Socorro              | LINEAR               |
| 447053 | 2004 RB224             | 8 de setembre de 2004  | Socorro              | LINEAR               |
| 447054 | 2004 RN230             | 9 de setembre de 2004  | Kitt Peak            | Spacewatch           |
| 447055 | 2004 RA231             | 9 de setembre de 2004  | Kitt Peak            | Spacewatch           |
| 447056 | 2004 RS232             | 9 de setembre de 2004  | Kitt Peak            | Spacewatch           |
| 447057 | 2004 RE242             | 10 de setembre de 2004 | Kitt Peak            | Spacewatch           |
| 447058 | 2004 RV245             | 10 de setembre de 2004 | Kitt Peak            | Spacewatch           |
| 447059 | 2004 RY245             | 10 de setembre de 2004 | Kitt Peak            | Spacewatch           |
| 447060 | 2004 RF252             | 13 de setembre de 2004 | Socorro              | LINEAR               |
| 447061 | 2004 RY261             | 10 de setembre de 2004 | Kitt Peak            | Spacewatch           |
| 447062 | 2004 RQ265             | 10 de setembre de 2004 | Kitt Peak            | Spacewatch           |
| 447063 | 2004 RB268             | 11 de setembre de 2004 | Kitt Peak            | Spacewatch           |
| 447064 | 2004 RP282             | 15 de setembre de 2004 | Kitt Peak            | Spacewatch           |
| 447065 | 2004 RS303             | 12 de setembre de 2004 | Kitt Peak            | Spacewatch           |
| 447066 | 2004 RY307             | 11 d'agost de 2004     | Socorro              | LINEAR               |
| 447067 | 2004 RJ308             | 13 de setembre de 2004 | Socorro              | LINEAR               |
| 447068 | 2004 RR316             | 10 de setembre de 2004 | Socorro              | LINEAR               |
| 447069 | 2004 RB322             | 13 de setembre de 2004 | Socorro              | LINEAR               |
| 447070 | 2004 RH327             | 13 de setembre de 2004 | Palomar              | NEAT                 |
| 447071 | 2004 RG345             | 7 de setembre de 2004  | Kitt Peak            | Spacewatch           |
| 447072 | 2004 RD347             | 15 de setembre de 2004 | Socorro              | LINEAR               |
| 447073 | 2004 RK356             | 7 de setembre de 2004  | Kitt Peak            | Spacewatch           |
| 447074 | 2004 SP8               | 17 de setembre de 2004 | Socorro              | LINEAR               |
| 447075 | 2004 SH21              | 21 de setembre de 2004 | Socorro              | LINEAR               |
| 447076 | 2004 SB39              | 17 de setembre de 2004 | Socorro              | LINEAR               |
| 447077 | 2004 SS58              | 18 de setembre de 2004 | Siding Spring        | Siding Spring Survey |
| 447078 | 2004 TF8               | 4 d'octubre de 2004    | Wrightwood           | Young, J. W.         |
| 447079 | 2004 TV22              | 4 d'octubre de 2004    | Kitt Peak            | Spacewatch           |
| 447080 | 2004 TH32              | 4 d'octubre de 2004    | Kitt Peak            | Spacewatch           |
| 447081 | 2004 TL36              | 22 de setembre de 2004 | Kitt Peak            | Spacewatch           |
| 447082 | 2004 TX40              | 4 d'octubre de 2004    | Kitt Peak            | Spacewatch           |
| 447083 | 2004 TC42              | 4 d'octubre de 2004    | Kitt Peak            | Spacewatch           |
| 447084 | 2004 TX43              | 4 d'octubre de 2004    | Kitt Peak            | Spacewatch           |
| 447085 | 2004 TP44              | 4 d'octubre de 2004    | Kitt Peak            | Spacewatch           |
| 447086 | 2004 TV47              | 4 d'octubre de 2004    | Kitt Peak            | Spacewatch           |
| 447087 | 2004 TZ51              | 4 d'octubre de 2004    | Kitt Peak            | Spacewatch           |
| 447088 | 2004 TL60              | 5 d'octubre de 2004    | Anderson Mesa        | LONEOS               |
| 447089 | 2004 TG63              | 17 de setembre de 2004 | Kitt Peak            | Spacewatch           |
| 447090 | 2004 TT65              | 23 d'agost de 2004     | Siding Spring        | Siding Spring Survey |
| 447091 | 2004 TN67              | 5 d'octubre de 2004    | Anderson Mesa        | LONEOS               |
| 447092 | 2004 TM95              | 5 d'octubre de 2004    | Kitt Peak            | Spacewatch           |
| 447093 | 2004 TZ99              | 5 d'octubre de 2004    | Kitt Peak            | Spacewatch           |
| 447094 | 2004 TP100             | 6 d'octubre de 2004    | Palomar              | NEAT                 |
| 447095 | 2004 TZ110             | 7 d'octubre de 2004    | Kitt Peak            | Spacewatch           |
| 447096 | 2004 TW118             | 5 d'octubre de 2004    | Palomar              | NEAT                 |
| 447097 | 2004 TL119             | 21 de setembre de 2004 | Anderson Mesa        | LONEOS               |
| 447098 | 2004 TB125             | 7 d'octubre de 2004    | Socorro              | LINEAR               |
| 447099 | 2004 TR135             | 8 d'octubre de 2004    | Anderson Mesa        | LONEOS               |
| 447100 | 2004 TQ145             | 22 de setembre de 2004 | Socorro              | LINEAR               |

## 447101–447200
| Nom    | Designació provisional | Data de descobriment   | Lloc de descobriment | Descobridor/s                             |
| ------ | ---------------------- | ---------------------- | -------------------- | ----------------------------------------- |
| 447101 | 2004 TP153             | 23 de setembre de 2004 | Kitt Peak            | Spacewatch                                |
| 447102 | 2004 TM154             | 6 d'octubre de 2004    | Kitt Peak            | Spacewatch                                |
| 447103 | 2004 TQ155             | 6 d'octubre de 2004    | Kitt Peak            | Spacewatch                                |
| 447104 | 2004 TL162             | 6 d'octubre de 2004    | Kitt Peak            | Spacewatch                                |
| 447105 | 2004 TB172             | 8 d'octubre de 2004    | Socorro              | LINEAR                                    |
| 447106 | 2004 TN175             | 9 d'octubre de 2004    | Socorro              | LINEAR                                    |
| 447107 | 2004 TV177             | 19 de gener de 2002    | Kitt Peak            | Spacewatch                                |
| 447108 | 2004 TD181             | 7 d'octubre de 2004    | Kitt Peak            | Spacewatch                                |
| 447109 | 2004 TS190             | 23 de setembre de 2004 | Kitt Peak            | Spacewatch                                |
| 447110 | 2004 TH198             | 7 d'octubre de 2004    | Kitt Peak            | Spacewatch                                |
| 447111 | 2004 TS198             | 7 d'octubre de 2004    | Kitt Peak            | Spacewatch                                |
| 447112 | 2004 TC206             | 7 d'octubre de 2004    | Kitt Peak            | Spacewatch                                |
| 447113 | 2004 TM237             | 9 d'octubre de 2004    | Socorro              | LINEAR                                    |
| 447114 | 2004 TZ239             | 9 d'octubre de 2004    | Socorro              | LINEAR                                    |
| 447115 | 2004 TJ252             | 18 de setembre de 2004 | Socorro              | LINEAR                                    |
| 447116 | 2004 TO252             | 9 d'octubre de 2004    | Kitt Peak            | Spacewatch                                |
| 447117 | 2004 TJ276             | 9 d'octubre de 2004    | Kitt Peak            | Spacewatch                                |
| 447118 | 2004 TP276             | 9 d'octubre de 2004    | Kitt Peak            | Spacewatch                                |
| 447119 | 2004 TR280             | 10 d'octubre de 2004   | Kitt Peak            | Spacewatch                                |
| 447120 | 2004 TR336             | 10 d'octubre de 2004   | Kitt Peak            | Spacewatch                                |
| 447121 | 2004 TK339             | 13 d'octubre de 2004   | Kitt Peak            | Spacewatch                                |
| 447122 | 2004 TM370             | 21 de setembre de 2004 | Anderson Mesa        | LONEOS                                    |
| 447123 | 2004 VF3               | 9 d'octubre de 2004    | Kitt Peak            | Spacewatch                                |
| 447124 | 2004 VQ8               | 3 de novembre de 2004  | Anderson Mesa        | LONEOS                                    |
| 447125 | 2004 VF19              | 23 d'octubre de 2004   | Kitt Peak            | Spacewatch                                |
| 447126 | 2004 VM27              | 5 de novembre de 2004  | Kitt Peak            | Spacewatch                                |
| 447127 | 2004 VC38              | 7 d'octubre de 2004    | Kitt Peak            | Spacewatch                                |
| 447128 | 2004 VN42              | 10 d'octubre de 2004   | Kitt Peak            | Spacewatch                                |
| 447129 | 2004 VL45              | 4 de novembre de 2004  | Kitt Peak            | Spacewatch                                |
| 447130 | 2004 XJ9               | 2 de desembre de 2004  | Catalina             | CSS                                       |
| 447131 | 2004 XJ11              | 3 de desembre de 2004  | Palomar              | NEAT                                      |
| 447132 | 2004 XZ29              | 10 de novembre de 2004 | Kitt Peak            | Spacewatch                                |
| 447133 | 2004 XS93              | 11 de desembre de 2004 | Kitt Peak            | Spacewatch                                |
| 447134 | 2004 XY103             | 9 de desembre de 2004  | Kitt Peak            | Spacewatch                                |
| 447135 | 2004 XG112             | 10 de desembre de 2004 | Kitt Peak            | Spacewatch                                |
| 447136 | 2004 XN131             | 11 de desembre de 2004 | Socorro              | LINEAR                                    |
| 447137 | 2004 YK8               | 18 de desembre de 2004 | Mount Lemmon         | Mt. Lemmon Survey                         |
| 447138 | 2005 AB44              | 15 de gener de 2005    | Kitt Peak            | Spacewatch                                |
| 447139 | 2005 CP23              | 8 de gener de 2005     | Campo Imperatore     | CINEOS                                    |
| 447140 | 2005 EO22              | 3 de març de 2005      | Catalina             | CSS                                       |
| 447141 | 2005 EP140             | 2 de març de 2005      | Kitt Peak            | Spacewatch                                |
| 447142 | 2005 EQ203             | 3 de febrer de 2005    | Socorro              | LINEAR                                    |
| 447143 | 2005 EN210             | 4 de març de 2005      | Kitt Peak            | Spacewatch                                |
| 447144 | 2005 EQ247             | 12 de març de 2005     | Kitt Peak            | Spacewatch                                |
| 447145 | 2005 EX276             | 8 de març de 2005      | Mount Lemmon         | Mt. Lemmon Survey                         |
| 447146 | 2005 GZ25              | 2 d'abril de 2005      | Mount Lemmon         | Mt. Lemmon Survey                         |
| 447147 | 2005 GQ72              | 4 d'abril de 2005      | Mount Lemmon         | Mt. Lemmon Survey                         |
| 447148 | 2005 GY77              | 30 de març de 2005     | Catalina             | CSS                                       |
| 447149 | 2005 GG78              | 6 d'abril de 2005      | Catalina             | CSS                                       |
| 447150 | 2005 GE91              | 6 d'abril de 2005      | Kitt Peak            | Spacewatch                                |
| 447151 | 2005 GR94              | 6 d'abril de 2005      | Kitt Peak            | Spacewatch                                |
| 447152 | 2005 GJ177             | 5 d'abril de 2005      | Mount Lemmon         | Mt. Lemmon Survey                         |
| 447153 | 2005 GM177             | 15 d'abril de 2005     | Kitt Peak            | Spacewatch                                |
| 447154 | 2005 GC178             | 15 d'abril de 2005     | Anderson Mesa        | LONEOS                                    |
| 447155 | 2005 HE10              | 16 d'abril de 2005     | Kitt Peak            | Spacewatch                                |
| 447156 | 2005 HF10              | 16 d'abril de 2005     | Kitt Peak            | Spacewatch                                |
| 447157 | 2005 JE1               | 3 de maig de 2005      | Catalina             | CSS                                       |
| 447158 | 2005 JD17              | 4 de maig de 2005      | Anderson Mesa        | LONEOS                                    |
| 447159 | 2005 JC20              | 4 de maig de 2005      | Catalina             | CSS                                       |
| 447160 | 2005 JK71              | 7 de maig de 2005      | Kitt Peak            | Spacewatch                                |
| 447161 | 2005 JJ131             | 30 d'abril de 2005     | Kitt Peak            | Spacewatch                                |
| 447162 | 2005 JN139             | 3 de maig de 2005      | Kitt Peak            | Spacewatch                                |
| 447163 | 2005 JQ143             | 15 de maig de 2005     | Mount Lemmon         | Mt. Lemmon Survey                         |
| 447164 | 2005 JH162             | 8 de maig de 2005      | Kitt Peak            | Spacewatch                                |
| 447165 | 2005 JU167             | 3 de maig de 2005      | Kitt Peak            | Spacewatch                                |
| 447166 | 2005 KH3               | 10 de maig de 2005     | Kitt Peak            | Spacewatch                                |
| 447167 | 2005 LS18              | 8 de juny de 2005      | Kitt Peak            | Spacewatch                                |
| 447168 | 2005 MX50              | 30 de juny de 2005     | Kitt Peak            | Spacewatch                                |
| 447169 | 2005 NC28              | 5 de juliol de 2005    | Palomar              | NEAT                                      |
| 447170 | 2005 NW46              | 18 de juny de 2005     | Mount Lemmon         | Mt. Lemmon Survey                         |
| 447171 | 2005 NJ65              | 1 de juliol de 2005    | Kitt Peak            | Spacewatch                                |
| 447172 | 2005 NQ76              | 10 de juliol de 2005   | Kitt Peak            | Spacewatch                                |
| 447173 | 2005 NP98              | 13 de juny de 2005     | Mount Lemmon         | Mt. Lemmon Survey                         |
| 447174 | 2005 QH22              | 27 d'agost de 2005     | Kitt Peak            | Spacewatch                                |
| 447175 | 2005 QZ50              | 26 d'agost de 2005     | Palomar              | NEAT                                      |
| 447176 | 2005 QQ56              | 27 d'agost de 2005     | Anderson Mesa        | LONEOS                                    |
| 447177 | 2005 QU124             | 28 d'agost de 2005     | Kitt Peak            | Spacewatch                                |
| 447178 | 2005 RO43              | 3 de setembre de 2005  | Apache Point         | Becker, A. C., Puckett, A. W., Kubica, J. |
| 447179 | 2005 SH34              | 23 de setembre de 2005 | Kitt Peak            | Spacewatch                                |
| 447180 | 2005 SN36              | 24 de setembre de 2005 | Kitt Peak            | Spacewatch                                |
| 447181 | 2005 SO55              | 25 de setembre de 2005 | Kitt Peak            | Spacewatch                                |
| 447182 | 2005 SK69              | 27 de setembre de 2005 | Kitt Peak            | Spacewatch                                |
| 447183 | 2005 SN85              | 24 de setembre de 2005 | Kitt Peak            | Spacewatch                                |
| 447184 | 2005 ST85              | 24 de setembre de 2005 | Kitt Peak            | Spacewatch                                |
| 447185 | 2005 SP99              | 25 de setembre de 2005 | Kitt Peak            | Spacewatch                                |
| 447186 | 2005 SG107             | 1 de setembre de 2005  | Anderson Mesa        | LONEOS                                    |
| 447187 | 2005 SM108             | 26 de setembre de 2005 | Kitt Peak            | Spacewatch                                |
| 447188 | 2005 SW112             | 23 de setembre de 2005 | Catalina             | CSS                                       |
| 447189 | 2005 SF114             | 27 de setembre de 2005 | Kitt Peak            | Spacewatch                                |
| 447190 | 2005 SP128             | 29 de setembre de 2005 | Mount Lemmon         | Mt. Lemmon Survey                         |
| 447191 | 2005 ST129             | 29 de setembre de 2005 | Mount Lemmon         | Mt. Lemmon Survey                         |
| 447192 | 2005 SV160             | 27 de setembre de 2005 | Kitt Peak            | Spacewatch                                |
| 447193 | 2005 SL185             | 29 de setembre de 2005 | Mount Lemmon         | Mt. Lemmon Survey                         |
| 447194 | 2005 SH186             | 23 de setembre de 2005 | Kitt Peak            | Spacewatch                                |
| 447195 | 2005 SV186             | 29 de setembre de 2005 | Mount Lemmon         | Mt. Lemmon Survey                         |
| 447196 | 2005 SP189             | 29 de setembre de 2005 | Mount Lemmon         | Mt. Lemmon Survey                         |
| 447197 | 2005 SV196             | 30 de setembre de 2005 | Kitt Peak            | Spacewatch                                |
| 447198 | 2005 SN213             | 30 de setembre de 2005 | Kitt Peak            | Spacewatch                                |
| 447199 | 2005 SX216             | 30 de setembre de 2005 | Palomar              | NEAT                                      |
| 447200 | 2005 SB239             | 30 de setembre de 2005 | Mount Lemmon         | Mt. Lemmon Survey                         |

## 447201–447300
| Nom    | Designació provisional | Data de descobriment   | Lloc de descobriment | Descobridor/s        |
| ------ | ---------------------- | ---------------------- | -------------------- | -------------------- |
| 447201 | 2005 SV239             | 25 de setembre de 2005 | Kitt Peak            | Spacewatch           |
| 447202 | 2005 SM259             | 24 de setembre de 2005 | Anderson Mesa        | LONEOS               |
| 447203 | 2005 SF262             | 23 de setembre de 2005 | Kitt Peak            | Spacewatch           |
| 447204 | 2005 SZ262             | 23 de setembre de 2005 | Kitt Peak            | Spacewatch           |
| 447205 | 2005 TU7               | 1 d'octubre de 2005    | Kitt Peak            | Spacewatch           |
| 447206 | 2005 TW25              | 1 d'octubre de 2005    | Mount Lemmon         | Mt. Lemmon Survey    |
| 447207 | 2005 TH48              | 7 d'octubre de 2005    | Goodricke-Pigott     | Tucker, R. A.        |
| 447208 | 2005 TG54              | 1 d'octubre de 2005    | Socorro              | LINEAR               |
| 447209 | 2005 TF56              | 1 d'octubre de 2005    | Kitt Peak            | Spacewatch           |
| 447210 | 2005 TN58              | 1 d'octubre de 2005    | Mount Lemmon         | Mt. Lemmon Survey    |
| 447211 | 2005 TX59              | 2 d'octubre de 2005    | Mount Lemmon         | Mt. Lemmon Survey    |
| 447212 | 2005 TY62              | 4 d'octubre de 2005    | Mount Lemmon         | Mt. Lemmon Survey    |
| 447213 | 2005 TP90              | 6 d'octubre de 2005    | Anderson Mesa        | LONEOS               |
| 447214 | 2005 TY96              | 6 d'octubre de 2005    | Mount Lemmon         | Mt. Lemmon Survey    |
| 447215 | 2005 TN127             | 7 d'octubre de 2005    | Kitt Peak            | Spacewatch           |
| 447216 | 2005 TC128             | 7 d'octubre de 2005    | Kitt Peak            | Spacewatch           |
| 447217 | 2005 TH169             | 9 d'octubre de 2005    | Kitt Peak            | Spacewatch           |
| 447218 | 2005 TP171             | 10 d'octubre de 2005   | Catalina             | CSS                  |
| 447219 | 2005 TK175             | 12 de setembre de 2005 | Kitt Peak            | Spacewatch           |
| 447220 | 2005 TO187             | 6 d'octubre de 2005    | Mount Lemmon         | Mt. Lemmon Survey    |
| 447221 | 2005 UO5               | 27 d'octubre de 2005   | Siding Spring        | Siding Spring Survey |
| 447222 | 2005 UG15              | 22 d'octubre de 2005   | Kitt Peak            | Spacewatch           |
| 447223 | 2005 UM16              | 22 d'octubre de 2005   | Kitt Peak            | Spacewatch           |
| 447224 | 2005 UG27              | 23 d'octubre de 2005   | Catalina             | CSS                  |
| 447225 | 2005 UK35              | 24 d'octubre de 2005   | Kitt Peak            | Spacewatch           |
| 447226 | 2005 UR78              | 25 d'octubre de 2005   | Anderson Mesa        | LONEOS               |
| 447227 | 2005 UZ81              | 11 d'octubre de 2005   | Kitt Peak            | Spacewatch           |
| 447228 | 2005 UJ83              | 29 de setembre de 2005 | Mount Lemmon         | Mt. Lemmon Survey    |
| 447229 | 2005 UZ95              | 22 d'octubre de 2005   | Kitt Peak            | Spacewatch           |
| 447230 | 2005 UE97              | 22 d'octubre de 2005   | Kitt Peak            | Spacewatch           |
| 447231 | 2005 UQ102             | 22 d'octubre de 2005   | Kitt Peak            | Spacewatch           |
| 447232 | 2005 UP118             | 24 d'octubre de 2005   | Kitt Peak            | Spacewatch           |
| 447233 | 2005 UL127             | 24 d'octubre de 2005   | Kitt Peak            | Spacewatch           |
| 447234 | 2005 UB129             | 24 d'octubre de 2005   | Kitt Peak            | Spacewatch           |
| 447235 | 2005 UR165             | 12 d'octubre de 2005   | Kitt Peak            | Spacewatch           |
| 447236 | 2005 US165             | 24 d'octubre de 2005   | Kitt Peak            | Spacewatch           |
| 447237 | 2005 UA176             | 24 d'octubre de 2005   | Kitt Peak            | Spacewatch           |
| 447238 | 2005 US191             | 27 d'octubre de 2005   | Mount Lemmon         | Mt. Lemmon Survey    |
| 447239 | 2005 UK202             | 25 d'octubre de 2005   | Kitt Peak            | Spacewatch           |
| 447240 | 2005 UV202             | 25 d'octubre de 2005   | Kitt Peak            | Spacewatch           |
| 447241 | 2005 UW202             | 25 d'octubre de 2005   | Kitt Peak            | Spacewatch           |
| 447242 | 2005 UK204             | 25 d'octubre de 2005   | Mount Lemmon         | Mt. Lemmon Survey    |
| 447243 | 2005 UM208             | 27 d'octubre de 2005   | Kitt Peak            | Spacewatch           |
| 447244 | 2005 UO211             | 27 d'octubre de 2005   | Kitt Peak            | Spacewatch           |
| 447245 | 2005 UV212             | 27 d'octubre de 2005   | Kitt Peak            | Spacewatch           |
| 447246 | 2005 UX213             | 22 d'octubre de 2005   | Palomar              | NEAT                 |
| 447247 | 2005 UB220             | 25 d'octubre de 2005   | Kitt Peak            | Spacewatch           |
| 447248 | 2005 UM221             | 25 d'octubre de 2005   | Kitt Peak            | Spacewatch           |
| 447249 | 2005 UF236             | 25 d'octubre de 2005   | Kitt Peak            | Spacewatch           |
| 447250 | 2005 UN243             | 25 d'octubre de 2005   | Kitt Peak            | Spacewatch           |
| 447251 | 2005 UD248             | 28 d'octubre de 2005   | Mount Lemmon         | Mt. Lemmon Survey    |
| 447252 | 2005 UA255             | 23 de setembre de 2005 | Kitt Peak            | Spacewatch           |
| 447253 | 2005 UT262             | 12 d'octubre de 2005   | Kitt Peak            | Spacewatch           |
| 447254 | 2005 UP280             | 5 d'octubre de 2005    | Kitt Peak            | Spacewatch           |
| 447255 | 2005 UB294             | 26 d'octubre de 2005   | Kitt Peak            | Spacewatch           |
| 447256 | 2005 UG297             | 26 d'octubre de 2005   | Kitt Peak            | Spacewatch           |
| 447257 | 2005 UE299             | 26 d'octubre de 2005   | Kitt Peak            | Spacewatch           |
| 447258 | 2005 UC311             | 29 d'octubre de 2005   | Mount Lemmon         | Mt. Lemmon Survey    |
| 447259 | 2005 UM320             | 22 d'octubre de 2005   | Kitt Peak            | Spacewatch           |
| 447260 | 2005 UU323             | 28 d'octubre de 2005   | Mount Lemmon         | Mt. Lemmon Survey    |
| 447261 | 2005 UY324             | 29 d'octubre de 2005   | Mount Lemmon         | Mt. Lemmon Survey    |
| 447262 | 2005 UC325             | 29 d'octubre de 2005   | Mount Lemmon         | Mt. Lemmon Survey    |
| 447263 | 2005 UR331             | 29 d'octubre de 2005   | Kitt Peak            | Spacewatch           |
| 447264 | 2005 UL346             | 30 d'octubre de 2005   | Kitt Peak            | Spacewatch           |
| 447265 | 2005 UF347             | 30 d'octubre de 2005   | Kitt Peak            | Spacewatch           |
| 447266 | 2005 UE348             | 22 d'octubre de 2005   | Kitt Peak            | Spacewatch           |
| 447267 | 2005 UE366             | 22 d'octubre de 2005   | Kitt Peak            | Spacewatch           |
| 447268 | 2005 UJ378             | 28 d'octubre de 2005   | Mount Lemmon         | Mt. Lemmon Survey    |
| 447269 | 2005 UE396             | 25 d'octubre de 2005   | Kitt Peak            | Spacewatch           |
| 447270 | 2005 UJ424             | 28 d'octubre de 2005   | Kitt Peak            | Spacewatch           |
| 447271 | 2005 UX426             | 28 d'octubre de 2005   | Kitt Peak            | Spacewatch           |
| 447272 | 2005 UC429             | 28 d'octubre de 2005   | Mount Lemmon         | Mt. Lemmon Survey    |
| 447273 | 2005 UV433             | 28 d'octubre de 2005   | Kitt Peak            | Spacewatch           |
| 447274 | 2005 UY442             | 30 d'octubre de 2005   | Catalina             | CSS                  |
| 447275 | 2005 UZ445             | 31 d'octubre de 2005   | Mount Lemmon         | Mt. Lemmon Survey    |
| 447276 | 2005 UO448             | 30 d'octubre de 2005   | Socorro              | LINEAR               |
| 447277 | 2005 UK454             | 29 de setembre de 2005 | Catalina             | CSS                  |
| 447278 | 2005 UA473             | 30 d'octubre de 2005   | Mount Lemmon         | Mt. Lemmon Survey    |
| 447279 | 2005 UD479             | 28 d'octubre de 2005   | Kitt Peak            | Spacewatch           |
| 447280 | 2005 UL515             | 22 d'octubre de 2005   | Apache Point         | Becker, A. C.        |
| 447281 | 2005 VQ13              | 2 d'octubre de 2005    | Anderson Mesa        | LONEOS               |
| 447282 | 2005 VJ20              | 1 de novembre de 2005  | Kitt Peak            | Spacewatch           |
| 447283 | 2005 VU49              | 2 de novembre de 2005  | Socorro              | LINEAR               |
| 447284 | 2005 VE67              | 26 d'octubre de 2005   | Kitt Peak            | Spacewatch           |
| 447285 | 2005 VR67              | 28 d'octubre de 2005   | Kitt Peak            | Spacewatch           |
| 447286 | 2005 WA2               | 22 de novembre de 2005 | Wrightwood           | Young, J. W.         |
| 447287 | 2005 WU9               | 21 de novembre de 2005 | Kitt Peak            | Spacewatch           |
| 447288 | 2005 WE18              | 27 d'octubre de 2005   | Mount Lemmon         | Mt. Lemmon Survey    |
| 447289 | 2005 WE32              | 21 de novembre de 2005 | Kitt Peak            | Spacewatch           |
| 447290 | 2005 WN35              | 22 de novembre de 2005 | Kitt Peak            | Spacewatch           |
| 447291 | 2005 WH37              | 22 de novembre de 2005 | Kitt Peak            | Spacewatch           |
| 447292 | 2005 WZ37              | 22 de novembre de 2005 | Kitt Peak            | Spacewatch           |
| 447293 | 2005 WB48              | 25 de novembre de 2005 | Kitt Peak            | Spacewatch           |
| 447294 | 2005 WS62              | 25 de novembre de 2005 | Catalina             | CSS                  |
| 447295 | 2005 WQ66              | 22 de novembre de 2005 | Kitt Peak            | Spacewatch           |
| 447296 | 2005 WR77              | 25 de novembre de 2005 | Kitt Peak            | Spacewatch           |
| 447297 | 2005 WM78              | 25 de novembre de 2005 | Kitt Peak            | Spacewatch           |
| 447298 | 2005 WR82              | 25 de novembre de 2005 | Mount Lemmon         | Mt. Lemmon Survey    |
| 447299 | 2005 WM83              | 25 de novembre de 2005 | Mount Lemmon         | Mt. Lemmon Survey    |
| 447300 | 2005 WL88              | 28 de novembre de 2005 | Mount Lemmon         | Mt. Lemmon Survey    |

## 447301–447400
| Nom    | Designació provisional | Data de descobriment   | Lloc de descobriment | Descobridor/s     |
| ------ | ---------------------- | ---------------------- | -------------------- | ----------------- |
| 447301 | 2005 WK103             | 27 d'octubre de 2005   | Anderson Mesa        | LONEOS            |
| 447302 | 2005 WU114             | 28 de novembre de 2005 | Mount Lemmon         | Mt. Lemmon Survey |
| 447303 | 2005 WR138             | 26 de novembre de 2005 | Mount Lemmon         | Mt. Lemmon Survey |
| 447304 | 2005 WJ140             | 29 d'octubre de 2005   | Mount Lemmon         | Mt. Lemmon Survey |
| 447305 | 2005 WA142             | 29 de novembre de 2005 | Kitt Peak            | Spacewatch        |
| 447306 | 2005 WR142             | 1 de novembre de 2005  | Kitt Peak            | Spacewatch        |
| 447307 | 2005 WR144             | 28 d'octubre de 2005   | Mount Lemmon         | Mt. Lemmon Survey |
| 447308 | 2005 WX148             | 30 d'octubre de 2005   | Mount Lemmon         | Mt. Lemmon Survey |
| 447309 | 2005 WS161             | 29 d'octubre de 2005   | Mount Lemmon         | Mt. Lemmon Survey |
| 447310 | 2005 WE174             | 1 de novembre de 2005  | Mount Lemmon         | Mt. Lemmon Survey |
| 447311 | 2005 WG175             | 30 de novembre de 2005 | Kitt Peak            | Spacewatch        |
| 447312 | 2005 WF177             | 30 de novembre de 2005 | Kitt Peak            | Spacewatch        |
| 447313 | 2005 WE189             | 30 de novembre de 2005 | Socorro              | LINEAR            |
| 447314 | 2005 XF6               | 1 de desembre de 2005  | Palomar              | NEAT              |
| 447315 | 2005 XG12              | 30 d'octubre de 2005   | Mount Lemmon         | Mt. Lemmon Survey |
| 447316 | 2005 XL16              | 1 de desembre de 2005  | Mount Lemmon         | Mt. Lemmon Survey |
| 447317 | 2005 XX24              | 2 de desembre de 2005  | Mount Lemmon         | Mt. Lemmon Survey |
| 447318 | 2005 XL48              | 2 de desembre de 2005  | Mount Lemmon         | Mt. Lemmon Survey |
| 447319 | 2005 XG50              | 2 de desembre de 2005  | Kitt Peak            | Spacewatch        |
| 447320 | 2005 XD51              | 2 de desembre de 2005  | Kitt Peak            | Spacewatch        |
| 447321 | 2005 XP68              | 22 de novembre de 2005 | Kitt Peak            | Spacewatch        |
| 447322 | 2005 XD77              | 24 d'octubre de 2005   | Kitt Peak            | Spacewatch        |
| 447323 | 2005 XT85              | 2 de desembre de 2005  | Kitt Peak            | Spacewatch        |
| 447324 | 2005 XD86              | 28 de novembre de 2005 | Catalina             | CSS               |
| 447325 | 2005 XA105             | 1 de desembre de 2005  | Kitt Peak            | Buie, M. W.       |
| 447326 | 2005 YC3               | 21 de desembre de 2005 | Catalina             | CSS               |
| 447327 | 2005 YX8               | 22 de desembre de 2005 | Kitt Peak            | Spacewatch        |
| 447328 | 2005 YP14              | 22 de desembre de 2005 | Kitt Peak            | Spacewatch        |
| 447329 | 2005 YW21              | 24 de desembre de 2005 | Kitt Peak            | Spacewatch        |
| 447330 | 2005 YE22              | 24 de desembre de 2005 | Kitt Peak            | Spacewatch        |
| 447331 | 2005 YF25              | 24 de desembre de 2005 | Kitt Peak            | Spacewatch        |
| 447332 | 2005 YM28              | 22 de desembre de 2005 | Kitt Peak            | Spacewatch        |
| 447333 | 2005 YE36              | 25 de desembre de 2005 | Kitt Peak            | Spacewatch        |
| 447334 | 2005 YA47              | 25 de desembre de 2005 | Kitt Peak            | Spacewatch        |
| 447335 | 2005 YR49              | 24 de desembre de 2005 | Socorro              | LINEAR            |
| 447336 | 2005 YF70              | 26 de desembre de 2005 | Kitt Peak            | Spacewatch        |
| 447337 | 2005 YZ83              | 24 de desembre de 2005 | Kitt Peak            | Spacewatch        |
| 447338 | 2005 YO88              | 25 de desembre de 2005 | Mount Lemmon         | Mt. Lemmon Survey |
| 447339 | 2005 YK95              | 25 de desembre de 2005 | Kitt Peak            | Spacewatch        |
| 447340 | 2005 YN114             | 25 de desembre de 2005 | Kitt Peak            | Spacewatch        |
| 447341 | 2005 YD134             | 26 de desembre de 2005 | Kitt Peak            | Spacewatch        |
| 447342 | 2005 YK148             | 25 de desembre de 2005 | Kitt Peak            | Spacewatch        |
| 447343 | 2005 YQ148             | 25 de desembre de 2005 | Kitt Peak            | Spacewatch        |
| 447344 | 2005 YA149             | 25 de desembre de 2005 | Kitt Peak            | Spacewatch        |
| 447345 | 2005 YO150             | 25 de desembre de 2005 | Kitt Peak            | Spacewatch        |
| 447346 | 2005 YG164             | 30 de novembre de 2005 | Kitt Peak            | Spacewatch        |
| 447347 | 2005 YY180             | 22 de desembre de 2005 | Catalina             | CSS               |
| 447348 | 2005 YU188             | 28 de desembre de 2005 | Mount Lemmon         | Mt. Lemmon Survey |
| 447349 | 2005 YU190             | 30 d'octubre de 2005   | Mount Lemmon         | Mt. Lemmon Survey |
| 447350 | 2005 YS191             | 30 de desembre de 2005 | Kitt Peak            | Spacewatch        |
| 447351 | 2005 YL201             | 6 de desembre de 2005  | Kitt Peak            | Spacewatch        |
| 447352 | 2005 YM227             | 25 de desembre de 2005 | Kitt Peak            | Spacewatch        |
| 447353 | 2005 YM235             | 28 de desembre de 2005 | Mount Lemmon         | Mt. Lemmon Survey |
| 447354 | 2005 YR239             | 29 de desembre de 2005 | Kitt Peak            | Spacewatch        |
| 447355 | 2005 YG244             | 30 de desembre de 2005 | Kitt Peak            | Spacewatch        |
| 447356 | 2005 YU246             | 30 de desembre de 2005 | Mount Lemmon         | Mt. Lemmon Survey |
| 447357 | 2005 YY253             | 26 de novembre de 2005 | Mount Lemmon         | Mt. Lemmon Survey |
| 447358 | 2005 YR260             | 24 de desembre de 2005 | Kitt Peak            | Spacewatch        |
| 447359 | 2005 YL268             | 25 de desembre de 2005 | Mount Lemmon         | Mt. Lemmon Survey |
| 447360 | 2005 YK274             | 30 de desembre de 2005 | Mount Lemmon         | Mt. Lemmon Survey |
| 447361 | 2005 YJ281             | 25 de desembre de 2005 | Kitt Peak            | Spacewatch        |
| 447362 | 2006 AK3               | 6 de gener de 2006     | Socorro              | LINEAR            |
| 447363 | 2006 AN15              | 5 de gener de 2006     | Mount Lemmon         | Mt. Lemmon Survey |
| 447364 | 2006 AG20              | 30 de setembre de 2005 | Mount Lemmon         | Mt. Lemmon Survey |
| 447365 | 2006 AV22              | 22 de desembre de 2005 | Kitt Peak            | Spacewatch        |
| 447366 | 2006 AJ23              | 26 de desembre de 2005 | Mount Lemmon         | Mt. Lemmon Survey |
| 447367 | 2006 AO34              | 6 de gener de 2006     | Catalina             | CSS               |
| 447368 | 2006 AU38              | 22 de desembre de 2005 | Kitt Peak            | Spacewatch        |
| 447369 | 2006 AT40              | 7 de gener de 2006     | Mount Lemmon         | Mt. Lemmon Survey |
| 447370 | 2006 AQ44              | 24 de desembre de 2005 | Kitt Peak            | Spacewatch        |
| 447371 | 2006 AM48              | 12 de novembre de 2005 | Kitt Peak            | Spacewatch        |
| 447372 | 2006 AS48              | 8 de gener de 2006     | Mount Lemmon         | Mt. Lemmon Survey |
| 447373 | 2006 AW50              | 25 de novembre de 2005 | Mount Lemmon         | Mt. Lemmon Survey |
| 447374 | 2006 AP53              | 5 de gener de 2006     | Kitt Peak            | Spacewatch        |
| 447375 | 2006 AY55              | 6 de gener de 2006     | Mount Lemmon         | Mt. Lemmon Survey |
| 447376 | 2006 AM56              | 7 de gener de 2006     | Mount Lemmon         | Mt. Lemmon Survey |
| 447377 | 2006 AB67              | 9 de gener de 2006     | Kitt Peak            | Spacewatch        |
| 447378 | 2006 AR81              | 6 de gener de 2006     | Anderson Mesa        | LONEOS            |
| 447379 | 2006 AQ85              | 7 de gener de 2006     | Socorro              | LINEAR            |
| 447380 | 2006 AD89              | 5 de gener de 2006     | Mount Lemmon         | Mt. Lemmon Survey |
| 447381 | 2006 AB95              | 9 de gener de 2006     | Kitt Peak            | Spacewatch        |
| 447382 | 2006 BX9               | 20 de gener de 2006    | Kitt Peak            | Spacewatch        |
| 447383 | 2006 BB17              | 26 de novembre de 2005 | Mount Lemmon         | Mt. Lemmon Survey |
| 447384 | 2006 BX20              | 22 de gener de 2006    | Mount Lemmon         | Mt. Lemmon Survey |
| 447385 | 2006 BY31              | 4 de novembre de 2005  | Kitt Peak            | Spacewatch        |
| 447386 | 2006 BB40              | 20 de gener de 2006    | Kitt Peak            | Spacewatch        |
| 447387 | 2006 BY43              | 6 de gener de 2006     | Catalina             | CSS               |
| 447388 | 2006 BV52              | 25 de gener de 2006    | Kitt Peak            | Spacewatch        |
| 447389 | 2006 BK53              | 25 de gener de 2006    | Kitt Peak            | Spacewatch        |
| 447390 | 2006 BA62              | 22 de gener de 2006    | Catalina             | CSS               |
| 447391 | 2006 BU67              | 23 de gener de 2006    | Kitt Peak            | Spacewatch        |
| 447392 | 2006 BR71              | 23 de gener de 2006    | Kitt Peak            | Spacewatch        |
| 447393 | 2006 BC72              | 23 de gener de 2006    | Kitt Peak            | Spacewatch        |
| 447394 | 2006 BX75              | 23 de gener de 2006    | Kitt Peak            | Spacewatch        |
| 447395 | 2006 BG112             | 25 de gener de 2006    | Kitt Peak            | Spacewatch        |
| 447396 | 2006 BH112             | 25 de gener de 2006    | Kitt Peak            | Spacewatch        |
| 447397 | 2006 BK114             | 25 de gener de 2006    | Kitt Peak            | Spacewatch        |
| 447398 | 2006 BV120             | 26 de gener de 2006    | Kitt Peak            | Spacewatch        |
| 447399 | 2006 BC121             | 26 de gener de 2006    | Kitt Peak            | Spacewatch        |
| 447400 | 2006 BX122             | 26 de gener de 2006    | Kitt Peak            | Spacewatch        |

## 447401–447500
| Nom    | Designació provisional | Data de descobriment   | Lloc de descobriment | Descobridor/s              |
| ------ | ---------------------- | ---------------------- | -------------------- | -------------------------- |
| 447401 | 2006 BS128             | 26 de gener de 2006    | Mount Lemmon         | Mt. Lemmon Survey          |
| 447402 | 2006 BV133             | 26 de gener de 2006    | Mount Lemmon         | Mt. Lemmon Survey          |
| 447403 | 2006 BX136             | 28 de gener de 2006    | Mount Lemmon         | Mt. Lemmon Survey          |
| 447404 | 2006 BT144             | 23 de gener de 2006    | Catalina             | CSS                        |
| 447405 | 2006 BN151             | 29 de gener de 1995    | Kitt Peak            | Spacewatch                 |
| 447406 | 2006 BV161             | 26 de gener de 2006    | Catalina             | CSS                        |
| 447407 | 2006 BW163             | 5 de gener de 2006     | Mount Lemmon         | Mt. Lemmon Survey          |
| 447408 | 2006 BF168             | 26 de gener de 2006    | Catalina             | CSS                        |
| 447409 | 2006 BE173             | 30 de desembre de 2005 | Kitt Peak            | Spacewatch                 |
| 447410 | 2006 BB177             | 27 de gener de 2006    | Kitt Peak            | Spacewatch                 |
| 447411 | 2006 BV185             | 5 de gener de 2006     | Mount Lemmon         | Mt. Lemmon Survey          |
| 447412 | 2006 BP192             | 30 de gener de 2006    | Kitt Peak            | Spacewatch                 |
| 447413 | 2006 BL203             | 25 de desembre de 2005 | Mount Lemmon         | Mt. Lemmon Survey          |
| 447414 | 2006 BK207             | 9 de gener de 2006     | Kitt Peak            | Spacewatch                 |
| 447415 | 2006 BK208             | 31 de gener de 2006    | Catalina             | CSS                        |
| 447416 | 2006 BD237             | 23 de gener de 2006    | Kitt Peak            | Spacewatch                 |
| 447417 | 2006 BX238             | 31 de gener de 2006    | Mount Lemmon         | Mt. Lemmon Survey          |
| 447418 | 2006 BG256             | 23 de gener de 2006    | Kitt Peak            | Spacewatch                 |
| 447419 | 2006 BD257             | 31 de gener de 2006    | Kitt Peak            | Spacewatch                 |
| 447420 | 2006 BR278             | 26 de gener de 2006    | Kitt Peak            | Spacewatch                 |
| 447421 | 2006 BC280             | 23 de gener de 2006    | Kitt Peak            | Spacewatch                 |
| 447422 | 2006 CC24              | 2 de febrer de 2006    | Kitt Peak            | Spacewatch                 |
| 447423 | 2006 CX39              | 7 de gener de 2006     | Mount Lemmon         | Mt. Lemmon Survey          |
| 447424 | 2006 CW48              | 3 de febrer de 2006    | Kitt Peak            | Spacewatch                 |
| 447425 | 2006 CZ48              | 23 de gener de 2006    | Mount Lemmon         | Mt. Lemmon Survey          |
| 447426 | 2006 CD59              | 6 de febrer de 2006    | Mount Lemmon         | Mt. Lemmon Survey          |
| 447427 | 2006 CB62              | 7 de febrer de 2006    | Socorro              | LINEAR                     |
| 447428 | 2006 DH                | 17 de febrer de 2006   | Great Shefford       | Birtwhistle, P.            |
| 447429 | 2006 DS16              | 23 de gener de 2006    | Kitt Peak            | Spacewatch                 |
| 447430 | 2006 DT31              | 20 de febrer de 2006   | Mount Lemmon         | Mt. Lemmon Survey          |
| 447431 | 2006 DE42              | 20 de febrer de 2006   | Kitt Peak            | Spacewatch                 |
| 447432 | 2006 DV105             | 25 de febrer de 2006   | Mount Lemmon         | Mt. Lemmon Survey          |
| 447433 | 2006 DZ116             | 27 de febrer de 2006   | Catalina             | CSS                        |
| 447434 | 2006 DJ148             | 25 de febrer de 2006   | Kitt Peak            | Spacewatch                 |
| 447435 | 2006 DH163             | 27 de febrer de 2006   | Mount Lemmon         | Mt. Lemmon Survey          |
| 447436 | 2006 DP182             | 27 de febrer de 2006   | Mount Lemmon         | Mt. Lemmon Survey          |
| 447437 | 2006 DM184             | 27 de febrer de 2006   | Mount Lemmon         | Mt. Lemmon Survey          |
| 447438 | 2006 DF190             | 27 de febrer de 2006   | Kitt Peak            | Spacewatch                 |
| 447439 | 2006 DX204             | 27 de febrer de 2006   | Catalina             | CSS                        |
| 447440 | 2006 DY209             | 20 de febrer de 2006   | Kitt Peak            | Spacewatch                 |
| 447441 | 2006 DB214             | 27 de febrer de 2006   | Catalina             | CSS                        |
| 447442 | 2006 DZ216             | 21 de febrer de 2006   | Mount Lemmon         | Mt. Lemmon Survey          |
| 447443 | 2006 ET6               | 2 de març de 2006      | Kitt Peak            | Spacewatch                 |
| 447444 | 2006 EJ9               | 2 de març de 2006      | Kitt Peak            | Spacewatch                 |
| 447445 | 2006 EL12              | 26 de gener de 2006    | Mount Lemmon         | Mt. Lemmon Survey          |
| 447446 | 2006 EC32              | 3 de març de 2006      | Mount Lemmon         | Mt. Lemmon Survey          |
| 447447 | 2006 EF36              | 24 de febrer de 2006   | Kitt Peak            | Spacewatch                 |
| 447448 | 2006 EE37              | 3 de març de 2006      | Mount Lemmon         | Mt. Lemmon Survey          |
| 447449 | 2006 ED72              | 9 de març de 2006      | Kitt Peak            | Spacewatch                 |
| 447450 | 2006 FZ44              | 24 de març de 2006     | Mount Lemmon         | Mt. Lemmon Survey          |
| 447451 | 2006 GV1               | 2 d'abril de 2006      | Mount Lemmon         | Mt. Lemmon Survey          |
| 447452 | 2006 GE32              | 6 d'abril de 2006      | Kitt Peak            | Spacewatch                 |
| 447453 | 2006 HS12              | 19 d'abril de 2006     | Mount Lemmon         | Mt. Lemmon Survey          |
| 447454 | 2006 HQ69              | 24 d'abril de 2006     | Kitt Peak            | Spacewatch                 |
| 447455 | 2006 HJ101             | 30 d'abril de 2006     | Kitt Peak            | Spacewatch                 |
| 447456 | 2006 HN153             | 24 d'abril de 2006     | Kitt Peak            | Spacewatch                 |
| 447457 | 2006 JQ22              | 2 de maig de 2006      | Kitt Peak            | Spacewatch                 |
| 447458 | 2006 JB29              | 3 de maig de 2006      | Kitt Peak            | Spacewatch                 |
| 447459 | 2006 JK38              | 6 de maig de 2006      | Kitt Peak            | Spacewatch                 |
| 447460 | 2006 JH55              | 9 de maig de 2006      | Mount Lemmon         | Mt. Lemmon Survey          |
| 447461 | 2006 JS57              | 8 de maig de 2006      | Mount Lemmon         | Mt. Lemmon Survey          |
| 447462 | 2006 KO95              | 9 de maig de 2006      | Mount Lemmon         | Mt. Lemmon Survey          |
| 447463 | 2006 MU4               | 2 de juny de 2006      | Kitt Peak            | Spacewatch                 |
| 447464 | 2006 NU                | 1 de juliol de 2006    | Uccle                | Elst, E. W., Debehogne, H. |
| 447465 | 2006 PH15              | 15 d'agost de 2006     | Palomar              | NEAT                       |
| 447466 | 2006 QJ4               | 18 d'agost de 2006     | Kitt Peak            | Spacewatch                 |
| 447467 | 2006 QF5               | 19 d'agost de 2006     | Kitt Peak            | Spacewatch                 |
| 447468 | 2006 QK5               | 19 d'agost de 2006     | Kitt Peak            | Spacewatch                 |
| 447469 | 2006 QC25              | 18 d'agost de 2006     | Anderson Mesa        | LONEOS                     |
| 447470 | 2006 QE38              | 16 d'agost de 2006     | Siding Spring        | Siding Spring Survey       |
| 447471 | 2006 QF38              | 16 d'agost de 2006     | Siding Spring        | Siding Spring Survey       |
| 447472 | 2006 QQ68              | 21 d'agost de 2006     | Kitt Peak            | Spacewatch                 |
| 447473 | 2006 QN102             | 19 d'agost de 2006     | Kitt Peak            | Spacewatch                 |
| 447474 | 2006 QB114             | 25 d'agost de 2006     | Lulin                | Lin, C.-S., Ye, Q.-z.      |
| 447475 | 2006 QL114             | 27 d'agost de 2006     | Anderson Mesa        | LONEOS                     |
| 447476 | 2006 QH119             | 28 d'agost de 2006     | Catalina             | CSS                        |
| 447477 | 2006 QG123             | 29 d'agost de 2006     | Catalina             | CSS                        |
| 447478 | 2006 QL166             | 29 d'agost de 2006     | Anderson Mesa        | LONEOS                     |
| 447479 | 2006 QD167             | 30 d'agost de 2006     | Anderson Mesa        | LONEOS                     |
| 447480 | 2006 QA184             | 18 d'agost de 2006     | Kitt Peak            | Spacewatch                 |
| 447481 | 2006 QC184             | 27 d'agost de 2006     | Kitt Peak            | Spacewatch                 |
| 447482 | 2006 RL20              | 31 d'agost de 2006     | Socorro              | LINEAR                     |
| 447483 | 2006 RV31              | 15 de setembre de 2006 | Kitt Peak            | Spacewatch                 |
| 447484 | 2006 RU32              | 15 de setembre de 2006 | Kitt Peak            | Spacewatch                 |
| 447485 | 2006 RV32              | 30 d'agost de 2006     | Anderson Mesa        | LONEOS                     |
| 447486 | 2006 RM45              | 14 de setembre de 2006 | Kitt Peak            | Spacewatch                 |
| 447487 | 2006 RY48              | 14 de setembre de 2006 | Kitt Peak            | Spacewatch                 |
| 447488 | 2006 RR49              | 14 de setembre de 2006 | Kitt Peak            | Spacewatch                 |
| 447489 | 2006 RY50              | 14 de setembre de 2006 | Kitt Peak            | Spacewatch                 |
| 447490 | 2006 RN51              | 14 de setembre de 2006 | Kitt Peak            | Spacewatch                 |
| 447491 | 2006 RX51              | 14 de setembre de 2006 | Kitt Peak            | Spacewatch                 |
| 447492 | 2006 RC61              | 15 de setembre de 2006 | Goodricke-Pigott     | Tucker, R. A.              |
| 447493 | 2006 RG71              | 15 de setembre de 2006 | Kitt Peak            | Spacewatch                 |
| 447494 | 2006 RK71              | 15 de setembre de 2006 | Kitt Peak            | Spacewatch                 |
| 447495 | 2006 RO74              | 15 de setembre de 2006 | Kitt Peak            | Spacewatch                 |
| 447496 | 2006 RO80              | 15 de setembre de 2006 | Kitt Peak            | Spacewatch                 |
| 447497 | 2006 RS80              | 22 de juliol de 2006   | Mount Lemmon         | Mt. Lemmon Survey          |
| 447498 | 2006 RZ82              | 15 de setembre de 2006 | Kitt Peak            | Spacewatch                 |
| 447499 | 2006 RQ89              | 15 de setembre de 2006 | Kitt Peak            | Spacewatch                 |
| 447500 | 2006 RF97              | 15 de setembre de 2006 | Kitt Peak            | Spacewatch                 |

## 447501–447600
| Nom    | Designació provisional | Data de descobriment   | Lloc de descobriment | Descobridor/s     |
| ------ | ---------------------- | ---------------------- | -------------------- | ----------------- |
| 447501 | 2006 RL101             | 14 de setembre de 2006 | Catalina             | CSS               |
| 447502 | 2006 RV121             | 15 de setembre de 2006 | Kitt Peak            | Spacewatch        |
| 447503 | 2006 SB14              | 17 de setembre de 2006 | Kitt Peak            | Spacewatch        |
| 447504 | 2006 SH15              | 17 de setembre de 2006 | Catalina             | CSS               |
| 447505 | 2006 SH16              | 17 de setembre de 2006 | Catalina             | CSS               |
| 447506 | 2006 SJ41              | 18 de setembre de 2006 | Catalina             | CSS               |
| 447507 | 2006 SK49              | 19 de setembre de 2006 | Anderson Mesa        | LONEOS            |
| 447508 | 2006 SQ53              | 16 de setembre de 2006 | Catalina             | CSS               |
| 447509 | 2006 SK54              | 17 de setembre de 2006 | Catalina             | CSS               |
| 447510 | 2006 SK62              | 18 de setembre de 2006 | Anderson Mesa        | LONEOS            |
| 447511 | 2006 SV62              | 18 de setembre de 2006 | Catalina             | CSS               |
| 447512 | 2006 SR74              | 19 de setembre de 2006 | Kitt Peak            | Spacewatch        |
| 447513 | 2006 SW78              | 16 de setembre de 2006 | Catalina             | CSS               |
| 447514 | 2006 SC79              | 17 de setembre de 2006 | Catalina             | CSS               |
| 447515 | 2006 SK79              | 17 de setembre de 2006 | Kitt Peak            | Spacewatch        |
| 447516 | 2006 SX92              | 18 de setembre de 2006 | Kitt Peak            | Spacewatch        |
| 447517 | 2006 SK96              | 18 de setembre de 2006 | Kitt Peak            | Spacewatch        |
| 447518 | 2006 SW107             | 21 de juliol de 2006   | Mount Lemmon         | Mt. Lemmon Survey |
| 447519 | 2006 SK110             | 28 d'agost de 2006     | Anderson Mesa        | LONEOS            |
| 447520 | 2006 SD118             | 18 de setembre de 2006 | Kitt Peak            | Spacewatch        |
| 447521 | 2006 SB124             | 19 de setembre de 2006 | Catalina             | CSS               |
| 447522 | 2006 SH125             | 21 d'agost de 2006     | Kitt Peak            | Spacewatch        |
| 447523 | 2006 SS126             | 28 d'agost de 2006     | Anderson Mesa        | LONEOS            |
| 447524 | 2006 SL127             | 31 de desembre de 2002 | Socorro              | LINEAR            |
| 447525 | 2006 SY128             | 17 de setembre de 2006 | Catalina             | CSS               |
| 447526 | 2006 SF139             | 21 de setembre de 2006 | Anderson Mesa        | LONEOS            |
| 447527 | 2006 SC141             | 25 de setembre de 2006 | Anderson Mesa        | LONEOS            |
| 447528 | 2006 SS159             | 23 de setembre de 2006 | Kitt Peak            | Spacewatch        |
| 447529 | 2006 SE165             | 25 de setembre de 2006 | Kitt Peak            | Spacewatch        |
| 447530 | 2006 SC170             | 25 de setembre de 2006 | Kitt Peak            | Spacewatch        |
| 447531 | 2006 SP174             | 25 de setembre de 2006 | Mount Lemmon         | Mt. Lemmon Survey |
| 447532 | 2006 SG200             | 21 de juliol de 2006   | Mount Lemmon         | Mt. Lemmon Survey |
| 447533 | 2006 SW216             | 27 de setembre de 2006 | Mount Lemmon         | Mt. Lemmon Survey |
| 447534 | 2006 SP227             | 26 de setembre de 2006 | Kitt Peak            | Spacewatch        |
| 447535 | 2006 SM230             | 26 de setembre de 2006 | Kitt Peak            | Spacewatch        |
| 447536 | 2006 SZ232             | 26 de setembre de 2006 | Kitt Peak            | Spacewatch        |
| 447537 | 2006 SC240             | 18 de setembre de 2006 | Kitt Peak            | Spacewatch        |
| 447538 | 2006 SE245             | 18 de setembre de 2006 | Kitt Peak            | Spacewatch        |
| 447539 | 2006 SD252             | 26 de setembre de 2006 | Kitt Peak            | Spacewatch        |
| 447540 | 2006 SJ253             | 18 de setembre de 2006 | Kitt Peak            | Spacewatch        |
| 447541 | 2006 SG260             | 26 de setembre de 2006 | Kitt Peak            | Spacewatch        |
| 447542 | 2006 SQ262             | 26 de setembre de 2006 | Mount Lemmon         | Mt. Lemmon Survey |
| 447543 | 2006 SS262             | 26 de setembre de 2006 | Mount Lemmon         | Mt. Lemmon Survey |
| 447544 | 2006 SS286             | 21 de setembre de 2006 | Anderson Mesa        | LONEOS            |
| 447545 | 2006 SK287             | 22 de setembre de 2006 | Anderson Mesa        | LONEOS            |
| 447546 | 2006 SH289             | 26 de setembre de 2006 | Catalina             | CSS               |
| 447547 | 2006 SE292             | 18 de setembre de 2006 | Kitt Peak            | Spacewatch        |
| 447548 | 2006 SO292             | 25 de setembre de 2006 | Kitt Peak            | Spacewatch        |
| 447549 | 2006 SY299             | 26 de setembre de 2006 | Mount Lemmon         | Mt. Lemmon Survey |
| 447550 | 2006 SL307             | 17 de setembre de 2006 | Kitt Peak            | Spacewatch        |
| 447551 | 2006 SC317             | 23 de març de 2004     | Kitt Peak            | Spacewatch        |
| 447552 | 2006 SQ328             | 27 de setembre de 2006 | Kitt Peak            | Spacewatch        |
| 447553 | 2006 SP329             | 27 de setembre de 2006 | Kitt Peak            | Spacewatch        |
| 447554 | 2006 SL331             | 28 de setembre de 2006 | Kitt Peak            | Spacewatch        |
| 447555 | 2006 SP362             | 30 de setembre de 2006 | Mount Lemmon         | Mt. Lemmon Survey |
| 447556 | 2006 ST378             | 18 de setembre de 2006 | Apache Point         | Becker, A. C.     |
| 447557 | 2006 SX384             | 29 de setembre de 2006 | Apache Point         | Becker, A. C.     |
| 447558 | 2006 SO394             | 14 de setembre de 2006 | Kitt Peak            | Spacewatch        |
| 447559 | 2006 SS396             | 18 de setembre de 2006 | Kitt Peak            | Spacewatch        |
| 447560 | 2006 SU399             | 18 de setembre de 2006 | Kitt Peak            | Spacewatch        |
| 447561 | 2006 SK413             | 26 de setembre de 2006 | Catalina             | CSS               |
| 447562 | 2006 TM                | 2 d'octubre de 2006    | Catalina             | CSS               |
| 447563 | 2006 TG3               | 2 d'octubre de 2006    | Mount Lemmon         | Mt. Lemmon Survey |
| 447564 | 2006 TS16              | 11 d'octubre de 2006   | Kitt Peak            | Spacewatch        |
| 447565 | 2006 TJ19              | 28 de setembre de 2006 | Mount Lemmon         | Mt. Lemmon Survey |
| 447566 | 2006 TJ25              | 12 d'octubre de 2006   | Kitt Peak            | Spacewatch        |
| 447567 | 2006 TU29              | 12 d'octubre de 2006   | Kitt Peak            | Spacewatch        |
| 447568 | 2006 TO33              | 12 d'octubre de 2006   | Kitt Peak            | Spacewatch        |
| 447569 | 2006 TJ59              | 2 d'octubre de 2006    | Mount Lemmon         | Mt. Lemmon Survey |
| 447570 | 2006 TM65              | 27 de setembre de 2006 | Catalina             | CSS               |
| 447571 | 2006 TP65              | 16 de setembre de 2006 | Catalina             | CSS               |
| 447572 | 2006 TN66              | 11 d'octubre de 2006   | Palomar              | NEAT              |
| 447573 | 2006 TO68              | 17 de setembre de 2006 | Kitt Peak            | Spacewatch        |
| 447574 | 2006 TF69              | 11 d'octubre de 2006   | Palomar              | NEAT              |
| 447575 | 2006 TH84              | 13 d'octubre de 2006   | Kitt Peak            | Spacewatch        |
| 447576 | 2006 TQ88              | 13 d'octubre de 2006   | Kitt Peak            | Spacewatch        |
| 447577 | 2006 TD93              | 20 de setembre de 2006 | Anderson Mesa        | LONEOS            |
| 447578 | 2006 TS100             | 15 d'octubre de 2006   | Kitt Peak            | Spacewatch        |
| 447579 | 2006 TE102             | 15 d'octubre de 2006   | Kitt Peak            | Spacewatch        |
| 447580 | 2006 TN106             | 15 d'octubre de 2006   | Catalina             | CSS               |
| 447581 | 2006 TO118             | 3 d'octubre de 2006    | Apache Point         | Becker, A. C.     |
| 447582 | 2006 TY118             | 3 d'octubre de 2006    | Apache Point         | Becker, A. C.     |
| 447583 | 2006 TQ121             | 2 d'octubre de 2006    | Mount Lemmon         | Mt. Lemmon Survey |
| 447584 | 2006 TO123             | 2 d'octubre de 2006    | Mount Lemmon         | Mt. Lemmon Survey |
| 447585 | 2006 UH21              | 16 d'octubre de 2006   | Kitt Peak            | Spacewatch        |
| 447586 | 2006 UU25              | 16 d'octubre de 2006   | Kitt Peak            | Spacewatch        |
| 447587 | 2006 UQ26              | 16 d'octubre de 2006   | Kitt Peak            | Spacewatch        |
| 447588 | 2006 UA43              | 16 d'octubre de 2006   | Kitt Peak            | Spacewatch        |
| 447589 | 2006 UN43              | 12 d'octubre de 2006   | Kitt Peak            | Spacewatch        |
| 447590 | 2006 UW43              | 16 d'octubre de 2006   | Kitt Peak            | Spacewatch        |
| 447591 | 2006 UF44              | 16 d'octubre de 2006   | Kitt Peak            | Spacewatch        |
| 447592 | 2006 UC51              | 17 d'octubre de 2006   | Mount Lemmon         | Mt. Lemmon Survey |
| 447593 | 2006 UK56              | 18 d'octubre de 2006   | Kitt Peak            | Spacewatch        |
| 447594 | 2006 UM62              | 16 d'abril de 2005     | Kitt Peak            | Spacewatch        |
| 447595 | 2006 UL67              | 16 d'octubre de 2006   | Catalina             | CSS               |
| 447596 | 2006 UW74              | 17 d'octubre de 2006   | Kitt Peak            | Spacewatch        |
| 447597 | 2006 UG78              | 28 de setembre de 2006 | Mount Lemmon         | Mt. Lemmon Survey |
| 447598 | 2006 UG85              | 17 d'octubre de 2006   | Kitt Peak            | Spacewatch        |
| 447599 | 2006 UL85              | 17 d'octubre de 2006   | Mount Lemmon         | Mt. Lemmon Survey |
| 447600 | 2006 UY98              | 2 d'octubre de 2006    | Mount Lemmon         | Mt. Lemmon Survey |

## 447601–447700
| Nom    | Designació provisional | Data de descobriment   | Lloc de descobriment | Descobridor/s     |
| ------ | ---------------------- | ---------------------- | -------------------- | ----------------- |
| 447601 | 2006 UN109             | 19 d'octubre de 2006   | Kitt Peak            | Spacewatch        |
| 447602 | 2006 UM111             | 27 de setembre de 2006 | Catalina             | CSS               |
| 447603 | 2006 UF115             | 18 de setembre de 2006 | Kitt Peak            | Spacewatch        |
| 447604 | 2006 UO116             | 25 de setembre de 2006 | Kitt Peak            | Spacewatch        |
| 447605 | 2006 UO123             | 19 d'octubre de 2006   | Kitt Peak            | Spacewatch        |
| 447606 | 2006 US123             | 2 d'octubre de 2006    | Kitt Peak            | Spacewatch        |
| 447607 | 2006 UV125             | 19 d'octubre de 2006   | Kitt Peak            | Spacewatch        |
| 447608 | 2006 UX127             | 19 d'octubre de 2006   | Kitt Peak            | Spacewatch        |
| 447609 | 2006 UO132             | 27 de setembre de 2006 | Mount Lemmon         | Mt. Lemmon Survey |
| 447610 | 2006 UW132             | 30 de setembre de 2006 | Mount Lemmon         | Mt. Lemmon Survey |
| 447611 | 2006 UD139             | 4 d'octubre de 2006    | Mount Lemmon         | Mt. Lemmon Survey |
| 447612 | 2006 UH140             | 19 d'octubre de 2006   | Kitt Peak            | Spacewatch        |
| 447613 | 2006 UQ141             | 19 d'octubre de 2006   | Kitt Peak            | Spacewatch        |
| 447614 | 2006 UN142             | 4 d'octubre de 2006    | Mount Lemmon         | Mt. Lemmon Survey |
| 447615 | 2006 UV148             | 20 d'octubre de 2006   | Kitt Peak            | Spacewatch        |
| 447616 | 2006 UO149             | 2 d'octubre de 2006    | Kitt Peak            | Spacewatch        |
| 447617 | 2006 UP161             | 2 d'octubre de 2006    | Mount Lemmon         | Mt. Lemmon Survey |
| 447618 | 2006 UF162             | 21 d'octubre de 2006   | Mount Lemmon         | Mt. Lemmon Survey |
| 447619 | 2006 UY176             | 16 d'octubre de 2006   | Catalina             | CSS               |
| 447620 | 2006 UR188             | 17 de setembre de 2006 | Catalina             | CSS               |
| 447621 | 2006 UE200             | 21 d'octubre de 2006   | Catalina             | CSS               |
| 447622 | 2006 UX213             | 23 d'octubre de 2006   | Kitt Peak            | Spacewatch        |
| 447623 | 2006 UE216             | 27 d'octubre de 2006   | Mount Lemmon         | Mt. Lemmon Survey |
| 447624 | 2006 UM218             | 2 d'octubre de 2006    | Mount Lemmon         | Mt. Lemmon Survey |
| 447625 | 2006 UP224             | 19 d'octubre de 2006   | Catalina             | CSS               |
| 447626 | 2006 UO234             | 17 d'octubre de 2006   | Catalina             | CSS               |
| 447627 | 2006 UZ242             | 27 d'octubre de 2006   | Mount Lemmon         | Mt. Lemmon Survey |
| 447628 | 2006 UX250             | 27 d'octubre de 2006   | Mount Lemmon         | Mt. Lemmon Survey |
| 447629 | 2006 US260             | 28 d'octubre de 2006   | Mount Lemmon         | Mt. Lemmon Survey |
| 447630 | 2006 UJ263             | 30 de setembre de 2006 | Mount Lemmon         | Mt. Lemmon Survey |
| 447631 | 2006 UM265             | 27 d'octubre de 2006   | Mount Lemmon         | Mt. Lemmon Survey |
| 447632 | 2006 UW279             | 28 d'octubre de 2006   | Mount Lemmon         | Mt. Lemmon Survey |
| 447633 | 2006 UY346             | 31 d'octubre de 2006   | Mount Lemmon         | Mt. Lemmon Survey |
| 447634 | 2006 UJ359             | 21 d'octubre de 2006   | Mount Lemmon         | Mt. Lemmon Survey |
| 447635 | 2006 VL3               | 9 de novembre de 2006  | Kitt Peak            | Spacewatch        |
| 447636 | 2006 VL9               | 11 de novembre de 2006 | Catalina             | CSS               |
| 447637 | 2006 VN14              | 9 de novembre de 2006  | Kitt Peak            | Spacewatch        |
| 447638 | 2006 VR15              | 9 de novembre de 2006  | Kitt Peak            | Spacewatch        |
| 447639 | 2006 VV17              | 13 d'octubre de 2006   | Kitt Peak            | Spacewatch        |
| 447640 | 2006 VO28              | 10 de novembre de 2006 | Kitt Peak            | Spacewatch        |
| 447641 | 2006 VQ49              | 28 de setembre de 2006 | Mount Lemmon         | Mt. Lemmon Survey |
| 447642 | 2006 VK54              | 19 d'octubre de 2006   | Mount Lemmon         | Mt. Lemmon Survey |
| 447643 | 2006 VY58              | 22 d'octubre de 2006   | Mount Lemmon         | Mt. Lemmon Survey |
| 447644 | 2006 VK61              | 13 d'octubre de 2001   | Kitt Peak            | Spacewatch        |
| 447645 | 2006 VY62              | 21 d'octubre de 2006   | Mount Lemmon         | Mt. Lemmon Survey |
| 447646 | 2006 VN63              | 19 d'octubre de 2006   | Mount Lemmon         | Mt. Lemmon Survey |
| 447647 | 2006 VE69              | 11 de novembre de 2006 | Catalina             | CSS               |
| 447648 | 2006 VZ70              | 11 de novembre de 2006 | Kitt Peak            | Spacewatch        |
| 447649 | 2006 VX76              | 12 de novembre de 2006 | Mount Lemmon         | Mt. Lemmon Survey |
| 447650 | 2006 VS82              | 13 de novembre de 2006 | Kitt Peak            | Spacewatch        |
| 447651 | 2006 VS85              | 14 de novembre de 2006 | Kitt Peak            | Spacewatch        |
| 447652 | 2006 VT92              | 15 de novembre de 2006 | Kitt Peak            | Spacewatch        |
| 447653 | 2006 VE131             | 31 d'octubre de 2006   | Mount Lemmon         | Mt. Lemmon Survey |
| 447654 | 2006 VB150             | 16 d'octubre de 2006   | Catalina             | CSS               |
| 447655 | 2006 WA                | 16 de novembre de 2006 | Kitt Peak            | Spacewatch        |
| 447656 | 2006 WZ8               | 16 de novembre de 2006 | Kitt Peak            | Spacewatch        |
| 447657 | 2006 WO10              | 19 de setembre de 2006 | Catalina             | CSS               |
| 447658 | 2006 WX15              | 17 de novembre de 2006 | Kitt Peak            | Spacewatch        |
| 447659 | 2006 WN17              | 17 de novembre de 2006 | Mount Lemmon         | Mt. Lemmon Survey |
| 447660 | 2006 WK37              | 23 d'octubre de 2006   | Mount Lemmon         | Mt. Lemmon Survey |
| 447661 | 2006 WA53              | 20 d'octubre de 2006   | Catalina             | CSS               |
| 447662 | 2006 WL57              | 30 de setembre de 2006 | Kitt Peak            | Spacewatch        |
| 447663 | 2006 WG83              | 27 de setembre de 2006 | Mount Lemmon         | Mt. Lemmon Survey |
| 447664 | 2006 WY93              | 19 de novembre de 2006 | Kitt Peak            | Spacewatch        |
| 447665 | 2006 WR94              | 19 de novembre de 2006 | Kitt Peak            | Spacewatch        |
| 447666 | 2006 WD174             | 23 de novembre de 2006 | Kitt Peak            | Spacewatch        |
| 447667 | 2006 WC185             | 13 d'octubre de 2006   | Kitt Peak            | Spacewatch        |
| 447668 | 2006 WH200             | 19 de novembre de 2006 | Kitt Peak            | Spacewatch        |
| 447669 | 2006 WU205             | 27 de novembre de 2006 | Kitt Peak            | Spacewatch        |
| 447670 | 2006 XZ12              | 1 de desembre de 2006  | Mount Lemmon         | Mt. Lemmon Survey |
| 447671 | 2006 XD13              | 10 de desembre de 2006 | Kitt Peak            | Spacewatch        |
| 447672 | 2006 XO24              | 22 d'octubre de 2006   | Catalina             | CSS               |
| 447673 | 2006 XL39              | 12 de desembre de 2006 | Kitt Peak            | Spacewatch        |
| 447674 | 2006 XA41              | 25 de novembre de 2006 | Kitt Peak            | Spacewatch        |
| 447675 | 2006 XA64              | 13 de novembre de 2006 | Catalina             | CSS               |
| 447676 | 2006 XQ72              | 13 de desembre de 2006 | Kitt Peak            | Spacewatch        |
| 447677 | 2006 YU9               | 21 de desembre de 2006 | Kitt Peak            | Spacewatch        |
| 447678 | 2006 YX10              | 18 de novembre de 2006 | Mount Lemmon         | Mt. Lemmon Survey |
| 447679 | 2006 YC17              | 27 de novembre de 2006 | Mount Lemmon         | Mt. Lemmon Survey |
| 447680 | 2006 YW34              | 21 de desembre de 2006 | Kitt Peak            | Spacewatch        |
| 447681 | 2006 YX38              | 21 de desembre de 2006 | Kitt Peak            | Spacewatch        |
| 447682 | 2007 AA20              | 15 de gener de 2007    | Vallemare Borbona    | Casulli, V. S.    |
| 447683 | 2007 BB4               | 13 de desembre de 2006 | Mount Lemmon         | Mt. Lemmon Survey |
| 447684 | 2007 BA11              | 17 de gener de 2007    | Kitt Peak            | Spacewatch        |
| 447685 | 2007 BD11              | 17 de gener de 2007    | Kitt Peak            | Spacewatch        |
| 447686 | 2007 BX22              | 24 de gener de 2007    | Mount Lemmon         | Mt. Lemmon Survey |
| 447687 | 2007 BE36              | 24 de gener de 2007    | Mount Lemmon         | Mt. Lemmon Survey |
| 447688 | 2007 BX39              | 24 de gener de 2007    | Mount Lemmon         | Mt. Lemmon Survey |
| 447689 | 2007 BP79              | 28 de gener de 2007    | Mount Lemmon         | Mt. Lemmon Survey |
| 447690 | 2007 CN23              | 7 de febrer de 2007    | Mount Lemmon         | Mt. Lemmon Survey |
| 447691 | 2007 CH28              | 6 de febrer de 2007    | Kitt Peak            | Spacewatch        |
| 447692 | 2007 CX40              | 7 de febrer de 2007    | Kitt Peak            | Spacewatch        |
| 447693 | 2007 CA48              | 10 de febrer de 2007   | Mount Lemmon         | Mt. Lemmon Survey |
| 447694 | 2007 CH50              | 1 de novembre de 2006  | Kitt Peak            | Spacewatch        |
| 447695 | 2007 DO6               | 17 de febrer de 2007   | Mount Lemmon         | Mt. Lemmon Survey |
| 447696 | 2007 DB9               | 27 de gener de 2007    | Mount Lemmon         | Mt. Lemmon Survey |
| 447697 | 2007 DV18              | 28 de gener de 2007    | Mount Lemmon         | Mt. Lemmon Survey |
| 447698 | 2007 DN21              | 28 de gener de 2007    | Mount Lemmon         | Mt. Lemmon Survey |
| 447699 | 2007 DQ55              | 21 de febrer de 2007   | Kitt Peak            | Spacewatch        |
| 447700 | 2007 DS59              | 28 de gener de 2007    | Mount Lemmon         | Mt. Lemmon Survey |

## 447701–447800
| Nom    | Designació provisional | Data de descobriment   | Lloc de descobriment | Descobridor/s           |
| ------ | ---------------------- | ---------------------- | -------------------- | ----------------------- |
| 447701 | 2007 DY63              | 28 de gener de 2007    | Mount Lemmon         | Mt. Lemmon Survey       |
| 447702 | 2007 DX88              | 23 de febrer de 2007   | Kitt Peak            | Spacewatch              |
| 447703 | 2007 EH11              | 9 de març de 2007      | Kitt Peak            | Spacewatch              |
| 447704 | 2007 EP42              | 9 de març de 2007      | Kitt Peak            | Spacewatch              |
| 447705 | 2007 EX45              | 9 de març de 2007      | Mount Lemmon         | Mt. Lemmon Survey       |
| 447706 | 2007 EN60              | 25 de febrer de 2007   | Kitt Peak            | Spacewatch              |
| 447707 | 2007 EN78              | 10 de març de 2007     | Mount Lemmon         | Mt. Lemmon Survey       |
| 447708 | 2007 ED79              | 10 de març de 2007     | Kitt Peak            | Spacewatch              |
| 447709 | 2007 EE81              | 11 de març de 2007     | Kitt Peak            | Spacewatch              |
| 447710 | 2007 EX114             | 13 de març de 2007     | Mount Lemmon         | Mt. Lemmon Survey       |
| 447711 | 2007 EA120             | 13 de març de 2007     | Mount Lemmon         | Mt. Lemmon Survey       |
| 447712 | 2007 EN130             | 9 de març de 2007      | Mount Lemmon         | Mt. Lemmon Survey       |
| 447713 | 2007 EW132             | 21 de febrer de 2007   | Kitt Peak            | Spacewatch              |
| 447714 | 2007 EY132             | 9 de març de 2007      | Mount Lemmon         | Mt. Lemmon Survey       |
| 447715 | 2007 EM133             | 9 de març de 2007      | Mount Lemmon         | Mt. Lemmon Survey       |
| 447716 | 2007 EX135             | 10 de març de 2007     | Mount Lemmon         | Mt. Lemmon Survey       |
| 447717 | 2007 EL146             | 26 de febrer de 2007   | Mount Lemmon         | Mt. Lemmon Survey       |
| 447718 | 2007 EX150             | 12 de març de 2007     | Mount Lemmon         | Mt. Lemmon Survey       |
| 447719 | 2007 EU151             | 27 de desembre de 2006 | Mount Lemmon         | Mt. Lemmon Survey       |
| 447720 | 2007 EP154             | 12 de març de 2007     | Kitt Peak            | Spacewatch              |
| 447721 | 2007 ET165             | 15 de març de 2007     | Mount Lemmon         | Mt. Lemmon Survey       |
| 447722 | 2007 EX165             | 6 de febrer de 2007    | Kitt Peak            | Spacewatch              |
| 447723 | 2007 EN168             | 13 de març de 2007     | Kitt Peak            | Spacewatch              |
| 447724 | 2007 EN183             | 21 de febrer de 2007   | Kitt Peak            | Spacewatch              |
| 447725 | 2007 ET192             | 14 de març de 2007     | Kitt Peak            | Spacewatch              |
| 447726 | 2007 EX195             | 15 de març de 2007     | Mount Lemmon         | Mt. Lemmon Survey       |
| 447727 | 2007 EB200             | 11 de març de 2007     | Kitt Peak            | Spacewatch              |
| 447728 | 2007 EM208             | 14 de març de 2007     | Mount Lemmon         | Mt. Lemmon Survey       |
| 447729 | 2007 EH209             | 23 de febrer de 2007   | Mount Lemmon         | Mt. Lemmon Survey       |
| 447730 | 2007 EA217             | 25 de febrer de 2007   | Mount Lemmon         | Mt. Lemmon Survey       |
| 447731 | 2007 EF217             | 10 de març de 2007     | Mount Lemmon         | Mt. Lemmon Survey       |
| 447732 | 2007 EC219             | 13 de març de 2007     | Kitt Peak            | Spacewatch              |
| 447733 | 2007 FR7               | 23 de febrer de 2007   | Mount Lemmon         | Mt. Lemmon Survey       |
| 447734 | 2007 FU17              | 20 de març de 2007     | Catalina             | CSS                     |
| 447735 | 2007 FN24              | 20 de març de 2007     | Mount Lemmon         | Mt. Lemmon Survey       |
| 447736 | 2007 FP40              | 20 de març de 2007     | Mount Lemmon         | Mt. Lemmon Survey       |
| 447737 | 2007 FK46              | 26 de març de 2007     | Mount Lemmon         | Mt. Lemmon Survey       |
| 447738 | 2007 GG8               | 10 de març de 2007     | Kitt Peak            | Spacewatch              |
| 447739 | 2007 GM25              | 13 d'abril de 2007     | Siding Spring        | Siding Spring Survey    |
| 447740 | 2007 GZ25              | 16 de març de 2007     | Kitt Peak            | Spacewatch              |
| 447741 | 2007 GH32              | 20 de març de 2007     | Catalina             | CSS                     |
| 447742 | 2007 GL38              | 14 d'abril de 2007     | Kitt Peak            | Spacewatch              |
| 447743 | 2007 GR64              | 12 d'octubre de 1998   | Kitt Peak            | Spacewatch              |
| 447744 | 2007 GX69              | 7 d'abril de 2007      | Mount Lemmon         | Mt. Lemmon Survey       |
| 447745 | 2007 HZ6               | 16 d'abril de 2007     | Anderson Mesa        | LONEOS                  |
| 447746 | 2007 HG17              | 16 d'abril de 2007     | Catalina             | CSS                     |
| 447747 | 2007 HT20              | 18 d'abril de 2007     | Kitt Peak            | Spacewatch              |
| 447748 | 2007 HT35              | 11 d'abril de 2007     | Mount Lemmon         | Mt. Lemmon Survey       |
| 447749 | 2007 HU37              | 20 d'abril de 2007     | Kitt Peak            | Spacewatch              |
| 447750 | 2007 HS47              | 17 de setembre de 2004 | Kitt Peak            | Spacewatch              |
| 447751 | 2007 HS67              | 23 d'abril de 2007     | Kitt Peak            | Spacewatch              |
| 447752 | 2007 HA71              | 6 de gener de 2006     | Catalina             | CSS                     |
| 447753 | 2007 HL81              | 13 de març de 2007     | Mount Lemmon         | Mt. Lemmon Survey       |
| 447754 | 2007 HA95              | 19 d'abril de 2007     | Mount Lemmon         | Mt. Lemmon Survey       |
| 447755 | 2007 JX2               | 9 de maig de 2007      | Catalina             | CSS                     |
| 447756 | 2007 JZ3               | 16 de març de 2007     | Mount Lemmon         | Mt. Lemmon Survey       |
| 447757 | 2007 JA8               | 18 d'abril de 2007     | Mount Lemmon         | Mt. Lemmon Survey       |
| 447758 | 2007 JZ14              | 15 d'octubre de 2004   | Mount Lemmon         | Mt. Lemmon Survey       |
| 447759 | 2007 JM19              | 26 de març de 2007     | Kitt Peak            | Spacewatch              |
| 447760 | 2007 JH24              | 9 de maig de 2007      | Kitt Peak            | Spacewatch              |
| 447761 | 2007 JF25              | 9 de maig de 2007      | Mount Lemmon         | Mt. Lemmon Survey       |
| 447762 | 2007 JU26              | 9 de maig de 2007      | Kitt Peak            | Spacewatch              |
| 447763 | 2007 LM9               | 8 de juny de 2007      | Kitt Peak            | Spacewatch              |
| 447764 | 2007 LV10              | 7 de maig de 2007      | Kitt Peak            | Spacewatch              |
| 447765 | 2007 LJ13              | 10 de juny de 2007     | Kitt Peak            | Spacewatch              |
| 447766 | 2007 LE14              | 10 de juny de 2007     | Kitt Peak            | Spacewatch              |
| 447767 | 2007 LG19              | 12 de juny de 2007     | Kitt Peak            | Spacewatch              |
| 447768 | 2007 LP28              | 11 de maig de 2007     | Mount Lemmon         | Mt. Lemmon Survey       |
| 447769 | 2007 LE34              | 25 d'abril de 2007     | Mount Lemmon         | Mt. Lemmon Survey       |
| 447770 | 2007 MU4               | 9 de juny de 2007      | Kitt Peak            | Spacewatch              |
| 447771 | 2007 PW10              | 10 d'agost de 2007     | Kitt Peak            | Spacewatch              |
| 447772 | 2007 PC19              | 9 d'agost de 2007      | Socorro              | LINEAR                  |
| 447773 | 2007 PZ45              | 10 d'agost de 2007     | Kitt Peak            | Spacewatch              |
| 447774 | 2007 RL13              | 5 de setembre de 2007  | Siding Spring        | Sárneczky, K., Kiss, L. |
| 447775 | 2007 RA83              | 10 de setembre de 2007 | Mount Lemmon         | Mt. Lemmon Survey       |
| 447776 | 2007 RU92              | 10 de setembre de 2007 | Mount Lemmon         | Mt. Lemmon Survey       |
| 447777 | 2007 RH93              | 10 de setembre de 2007 | Mount Lemmon         | Mt. Lemmon Survey       |
| 447778 | 2007 RZ117             | 11 de setembre de 2007 | Kitt Peak            | Spacewatch              |
| 447779 | 2007 RP122             | 12 de setembre de 2007 | Mount Lemmon         | Mt. Lemmon Survey       |
| 447780 | 2007 RZ146             | 11 de setembre de 2007 | XuYi                 | PMO NEO Survey Program  |
| 447781 | 2007 RV188             | 24 d'agost de 2007     | Kitt Peak            | Spacewatch              |
| 447782 | 2007 RA195             | 12 de setembre de 2007 | Kitt Peak            | Spacewatch              |
| 447783 | 2007 RC200             | 13 de setembre de 2007 | Kitt Peak            | Spacewatch              |
| 447784 | 2007 RE219             | 8 de maig de 2002      | Kitt Peak            | Spacewatch              |
| 447785 | 2007 RQ221             | 14 de setembre de 2007 | Mount Lemmon         | Mt. Lemmon Survey       |
| 447786 | 2007 RO259             | 14 de setembre de 2007 | Kitt Peak            | Spacewatch              |
| 447787 | 2007 RF296             | 14 de setembre de 2007 | Mount Lemmon         | Mt. Lemmon Survey       |
| 447788 | 2007 RU309             | 15 de setembre de 2007 | Mount Lemmon         | Mt. Lemmon Survey       |
| 447789 | 2007 RZ316             | 10 de setembre de 2007 | Kitt Peak            | Spacewatch              |
| 447790 | 2007 RR317             | 10 de setembre de 2007 | Mount Lemmon         | Mt. Lemmon Survey       |
| 447791 | 2007 RO324             | 9 de setembre de 2007  | Mount Lemmon         | Mt. Lemmon Survey       |
| 447792 | 2007 RG325             | 14 de setembre de 2007 | Mount Lemmon         | Mt. Lemmon Survey       |
| 447793 | 2007 ST17              | 12 de setembre de 2007 | Mount Lemmon         | Mt. Lemmon Survey       |
| 447794 | 2007 TZ6               | 6 d'octubre de 2007    | La Sagra             | OAM                     |
| 447795 | 2007 TH19              | 8 d'octubre de 2007    | Mount Lemmon         | Mt. Lemmon Survey       |
| 447796 | 2007 TV26              | 4 d'octubre de 2007    | Kitt Peak            | Spacewatch              |
| 447797 | 2007 TK47              | 12 de setembre de 2007 | Kitt Peak            | Spacewatch              |
| 447798 | 2007 TC56              | 9 de setembre de 2007  | Mount Lemmon         | Mt. Lemmon Survey       |
| 447799 | 2007 TE59              | 15 de setembre de 2007 | Mount Lemmon         | Mt. Lemmon Survey       |
| 447800 | 2007 TS78              | 5 d'octubre de 2007    | Kitt Peak            | Spacewatch              |

## 447801–447900
| Nom    | Designació provisional | Data de descobriment   | Lloc de descobriment | Descobridor/s     |
| ------ | ---------------------- | ---------------------- | -------------------- | ----------------- |
| 447801 | 2007 TV80              | 7 d'octubre de 2007    | Mount Lemmon         | Mt. Lemmon Survey |
| 447802 | 2007 TK84              | 8 d'octubre de 2007    | Mount Lemmon         | Mt. Lemmon Survey |
| 447803 | 2007 TT93              | 6 d'octubre de 2007    | Kitt Peak            | Spacewatch        |
| 447804 | 2007 TS96              | 8 d'octubre de 2007    | Mount Lemmon         | Mt. Lemmon Survey |
| 447805 | 2007 TY98              | 8 d'octubre de 2007    | Mount Lemmon         | Mt. Lemmon Survey |
| 447806 | 2007 TC134             | 7 d'octubre de 2007    | Mount Lemmon         | Mt. Lemmon Survey |
| 447807 | 2007 TD134             | 7 d'octubre de 2007    | Mount Lemmon         | Mt. Lemmon Survey |
| 447808 | 2007 TJ145             | 14 de setembre de 2007 | Mount Lemmon         | Mt. Lemmon Survey |
| 447809 | 2007 TN149             | 8 d'octubre de 2007    | Socorro              | LINEAR            |
| 447810 | 2007 TZ152             | 9 d'octubre de 2007    | Socorro              | LINEAR            |
| 447811 | 2007 TV156             | 9 d'octubre de 2007    | Socorro              | LINEAR            |
| 447812 | 2007 TO193             | 7 d'octubre de 2007    | Mount Lemmon         | Mt. Lemmon Survey |
| 447813 | 2007 TV210             | 7 d'octubre de 2007    | Kitt Peak            | Spacewatch        |
| 447814 | 2007 TP214             | 7 d'octubre de 2007    | Catalina             | CSS               |
| 447815 | 2007 TH232             | 18 de setembre de 2007 | Mount Lemmon         | Mt. Lemmon Survey |
| 447816 | 2007 TJ237             | 9 d'octubre de 2007    | Mount Lemmon         | Mt. Lemmon Survey |
| 447817 | 2007 TU241             | 15 de setembre de 2007 | Mount Lemmon         | Mt. Lemmon Survey |
| 447818 | 2007 TL256             | 8 de setembre de 2007  | Mount Lemmon         | Mt. Lemmon Survey |
| 447819 | 2007 TN259             | 10 d'octubre de 2007   | Mount Lemmon         | Mt. Lemmon Survey |
| 447820 | 2007 TS260             | 10 d'octubre de 2007   | Kitt Peak            | Spacewatch        |
| 447821 | 2007 TW261             | 10 d'octubre de 2007   | Kitt Peak            | Spacewatch        |
| 447822 | 2007 TA262             | 10 d'octubre de 2007   | Kitt Peak            | Spacewatch        |
| 447823 | 2007 TV262             | 10 d'octubre de 2007   | Kitt Peak            | Spacewatch        |
| 447824 | 2007 TO301             | 4 d'octubre de 2007    | Kitt Peak            | Spacewatch        |
| 447825 | 2007 TH332             | 11 d'octubre de 2007   | Kitt Peak            | Spacewatch        |
| 447826 | 2007 TU334             | 11 d'octubre de 2007   | Kitt Peak            | Spacewatch        |
| 447827 | 2007 TW334             | 11 d'octubre de 2007   | Kitt Peak            | Spacewatch        |
| 447828 | 2007 TL346             | 13 d'octubre de 2007   | Mount Lemmon         | Mt. Lemmon Survey |
| 447829 | 2007 TV373             | 10 de setembre de 2007 | Mount Lemmon         | Mt. Lemmon Survey |
| 447830 | 2007 TP379             | 13 d'octubre de 2007   | Catalina             | CSS               |
| 447831 | 2007 TN388             | 21 d'octubre de 2003   | Kitt Peak            | Spacewatch        |
| 447832 | 2007 TS404             | 15 d'octubre de 2007   | Kitt Peak            | Spacewatch        |
| 447833 | 2007 TJ405             | 15 d'octubre de 2007   | Kitt Peak            | Spacewatch        |
| 447834 | 2007 TF423             | 4 d'octubre de 2007    | Kitt Peak            | Spacewatch        |
| 447835 | 2007 TZ449             | 10 d'octubre de 2007   | Kitt Peak            | Spacewatch        |
| 447836 | 2007 TQ450             | 12 d'octubre de 2007   | Mount Lemmon         | Mt. Lemmon Survey |
| 447837 | 2007 UA22              | 16 d'octubre de 2007   | Kitt Peak            | Spacewatch        |
| 447838 | 2007 UA29              | 18 d'octubre de 2007   | Kitt Peak            | Spacewatch        |
| 447839 | 2007 UP36              | 19 d'octubre de 2007   | Anderson Mesa        | LONEOS            |
| 447840 | 2007 UL40              | 12 de setembre de 2007 | Mount Lemmon         | Mt. Lemmon Survey |
| 447841 | 2007 UM46              | 20 d'octubre de 2007   | Catalina             | CSS               |
| 447842 | 2007 UT53              | 11 d'octubre de 2007   | Kitt Peak            | Spacewatch        |
| 447843 | 2007 UE58              | 10 d'octubre de 2007   | Kitt Peak            | Spacewatch        |
| 447844 | 2007 UR60              | 30 d'octubre de 2007   | Mount Lemmon         | Mt. Lemmon Survey |
| 447845 | 2007 UA72              | 10 d'octubre de 2007   | Kitt Peak            | Spacewatch        |
| 447846 | 2007 UF83              | 15 d'octubre de 2007   | Kitt Peak            | Spacewatch        |
| 447847 | 2007 US83              | 26 de setembre de 2007 | Mount Lemmon         | Mt. Lemmon Survey |
| 447848 | 2007 UV113             | 31 d'octubre de 2007   | Kitt Peak            | Spacewatch        |
| 447849 | 2007 UG132             | 19 d'octubre de 2007   | Catalina             | CSS               |
| 447850 | 2007 UJ137             | 19 d'octubre de 2007   | Socorro              | LINEAR            |
| 447851 | 2007 UL138             | 19 d'octubre de 2007   | Catalina             | CSS               |
| 447852 | 2007 UA139             | 21 d'octubre de 2007   | Catalina             | CSS               |
| 447853 | 2007 UK139             | 24 d'octubre de 2007   | Mount Lemmon         | Mt. Lemmon Survey |
| 447854 | 2007 UO139             | 24 d'octubre de 2007   | Mount Lemmon         | Mt. Lemmon Survey |
| 447855 | 2007 VT1               | 2 de novembre de 2007  | Socorro              | LINEAR            |
| 447856 | 2007 VE2               | 2 de novembre de 2007  | Socorro              | LINEAR            |
| 447857 | 2007 VU8               | 2 de novembre de 2007  | Kitt Peak            | Spacewatch        |
| 447858 | 2007 VN9               | 2 de novembre de 2007  | Catalina             | CSS               |
| 447859 | 2007 VM41              | 9 d'octubre de 2007    | Catalina             | CSS               |
| 447860 | 2007 VN51              | 1 de novembre de 2007  | Kitt Peak            | Spacewatch        |
| 447861 | 2007 VM55              | 1 de novembre de 2007  | Kitt Peak            | Spacewatch        |
| 447862 | 2007 VB59              | 16 d'octubre de 2007   | Mount Lemmon         | Mt. Lemmon Survey |
| 447863 | 2007 VG61              | 1 de novembre de 2007  | Kitt Peak            | Spacewatch        |
| 447864 | 2007 VV61              | 14 de setembre de 2007 | Mount Lemmon         | Mt. Lemmon Survey |
| 447865 | 2007 VL64              | 1 de novembre de 2007  | Kitt Peak            | Spacewatch        |
| 447866 | 2007 VC67              | 2 de novembre de 2007  | Kitt Peak            | Spacewatch        |
| 447867 | 2007 VS67              | 10 de setembre de 2007 | Kitt Peak            | Spacewatch        |
| 447868 | 2007 VA80              | 16 d'octubre de 2007   | Mount Lemmon         | Mt. Lemmon Survey |
| 447869 | 2007 VP80              | 14 d'octubre de 2007   | Mount Lemmon         | Mt. Lemmon Survey |
| 447870 | 2007 VX96              | 1 de novembre de 2007  | Kitt Peak            | Spacewatch        |
| 447871 | 2007 VT108             | 3 de novembre de 2007  | Kitt Peak            | Spacewatch        |
| 447872 | 2007 VA112             | 15 d'octubre de 2007   | Mount Lemmon         | Mt. Lemmon Survey |
| 447873 | 2007 VS139             | 17 d'octubre de 2007   | Mount Lemmon         | Mt. Lemmon Survey |
| 447874 | 2007 VX164             | 5 de novembre de 2007  | Kitt Peak            | Spacewatch        |
| 447875 | 2007 VQ168             | 5 de novembre de 2007  | Kitt Peak            | Spacewatch        |
| 447876 | 2007 VR170             | 7 de novembre de 2007  | Kitt Peak            | Spacewatch        |
| 447877 | 2007 VM180             | 12 d'octubre de 2007   | Kitt Peak            | Spacewatch        |
| 447878 | 2007 VZ185             | 10 de setembre de 2007 | Mount Lemmon         | Mt. Lemmon Survey |
| 447879 | 2007 VU202             | 7 de novembre de 2007  | Mount Lemmon         | Mt. Lemmon Survey |
| 447880 | 2007 VN216             | 9 de novembre de 2007  | Kitt Peak            | Spacewatch        |
| 447881 | 2007 VG234             | 4 de novembre de 2007  | Kitt Peak            | Spacewatch        |
| 447882 | 2007 VV268             | 12 de novembre de 2007 | Socorro              | LINEAR            |
| 447883 | 2007 VL289             | 9 d'octubre de 2007    | Catalina             | CSS               |
| 447884 | 2007 VB295             | 15 de novembre de 2007 | Anderson Mesa        | LONEOS            |
| 447885 | 2007 VE308             | 5 de novembre de 2007  | Kitt Peak            | Spacewatch        |
| 447886 | 2007 VN324             | 7 de novembre de 2007  | Kitt Peak            | Spacewatch        |
| 447887 | 2007 VU326             | 4 de novembre de 2007  | Kitt Peak            | Spacewatch        |
| 447888 | 2007 VJ328             | 8 de novembre de 2007  | Mount Lemmon         | Mt. Lemmon Survey |
| 447889 | 2007 VN330             | 3 de novembre de 2007  | Mount Lemmon         | Mt. Lemmon Survey |
| 447890 | 2007 VF334             | 12 de novembre de 2007 | Mount Lemmon         | Mt. Lemmon Survey |
| 447891 | 2007 VS334             | 14 de novembre de 2007 | Kitt Peak            | Spacewatch        |
| 447892 | 2007 WX10              | 17 de novembre de 2007 | Catalina             | CSS               |
| 447893 | 2007 WT24              | 18 de novembre de 2007 | Mount Lemmon         | Mt. Lemmon Survey |
| 447894 | 2007 WS25              | 9 d'octubre de 2007    | Mount Lemmon         | Mt. Lemmon Survey |
| 447895 | 2007 WG35              | 19 de novembre de 2007 | Mount Lemmon         | Mt. Lemmon Survey |
| 447896 | 2007 WD39              | 24 d'agost de 2007     | Kitt Peak            | Spacewatch        |
| 447897 | 2007 WP49              | 8 de novembre de 2007  | Kitt Peak            | Spacewatch        |
| 447898 | 2007 WV58              | 19 de novembre de 2007 | Kitt Peak            | Spacewatch        |
| 447899 | 2007 WF61              | 20 de novembre de 2007 | Mount Lemmon         | Mt. Lemmon Survey |
| 447900 | 2007 XM3               | 17 d'octubre de 2007   | Mount Lemmon         | Mt. Lemmon Survey |

## 447901–448000
| Nom    | Designació provisional | Data de descobriment   | Lloc de descobriment | Descobridor/s          |
| ------ | ---------------------- | ---------------------- | -------------------- | ---------------------- |
| 447901 | 2007 XN5               | 4 de desembre de 2007  | Mount Lemmon         | Mt. Lemmon Survey      |
| 447902 | 2007 XE10              | 13 de novembre de 2007 | Mount Lemmon         | Mt. Lemmon Survey      |
| 447903 | 2007 XJ20              | 13 de desembre de 2007 | Socorro              | LINEAR                 |
| 447904 | 2007 XL20              | 12 de desembre de 2007 | La Sagra             | OAM                    |
| 447905 | 2007 XG26              | 9 de novembre de 2007  | Mount Lemmon         | Mt. Lemmon Survey      |
| 447906 | 2007 XK35              | 13 de desembre de 2007 | Socorro              | LINEAR                 |
| 447907 | 2007 XX39              | 3 de novembre de 2007  | Mount Lemmon         | Mt. Lemmon Survey      |
| 447908 | 2007 XG46              | 20 de novembre de 2007 | Catalina             | CSS                    |
| 447909 | 2007 XL51              | 4 de desembre de 2007  | Catalina             | CSS                    |
| 447910 | 2007 XV54              | 6 de novembre de 2007  | Kitt Peak            | Spacewatch             |
| 447911 | 2007 XE56              | 2 de desembre de 2007  | Socorro              | LINEAR                 |
| 447912 | 2007 YZ9               | 11 de novembre de 2007 | Mount Lemmon         | Mt. Lemmon Survey      |
| 447913 | 2007 YZ18              | 16 de desembre de 2007 | Kitt Peak            | Spacewatch             |
| 447914 | 2007 YQ27              | 3 de novembre de 2007  | Mount Lemmon         | Mt. Lemmon Survey      |
| 447915 | 2007 YB32              | 30 d'agost de 1998     | Kitt Peak            | Spacewatch             |
| 447916 | 2007 YG42              | 30 de desembre de 2007 | Kitt Peak            | Spacewatch             |
| 447917 | 2007 YT47              | 30 de desembre de 2007 | La Sagra             | OAM                    |
| 447918 | 2007 YN49              | 28 de desembre de 2007 | Kitt Peak            | Spacewatch             |
| 447919 | 2007 YZ52              | 21 d'agost de 2006     | Kitt Peak            | Spacewatch             |
| 447920 | 2007 YO58              | 30 de desembre de 2007 | Catalina             | CSS                    |
| 447921 | 2007 YJ65              | 18 de desembre de 2007 | Mount Lemmon         | Mt. Lemmon Survey      |
| 447922 | 2007 YX69              | 31 de desembre de 2007 | Mount Lemmon         | Mt. Lemmon Survey      |
| 447923 | 2007 YD71              | 16 de desembre de 2007 | Catalina             | CSS                    |
| 447924 | 2007 YP73              | 30 de desembre de 2007 | Kitt Peak            | Spacewatch             |
| 447925 | 2008 AM2               | 2 de novembre de 2007  | Mount Lemmon         | Mt. Lemmon Survey      |
| 447926 | 2008 AO4               | 9 de gener de 2008     | Lulin                | LUSS                   |
| 447927 | 2008 AV5               | 10 d'octubre de 2007   | Mount Lemmon         | Mt. Lemmon Survey      |
| 447928 | 2008 AZ7               | 30 de desembre de 2007 | Mount Lemmon         | Mt. Lemmon Survey      |
| 447929 | 2008 AY20              | 10 de gener de 2008    | Mount Lemmon         | Mt. Lemmon Survey      |
| 447930 | 2008 AS22              | 10 de gener de 2008    | Mount Lemmon         | Mt. Lemmon Survey      |
| 447931 | 2008 AT29              | 18 de desembre de 2007 | Mount Lemmon         | Mt. Lemmon Survey      |
| 447932 | 2008 AO38              | 10 de gener de 2008    | Mount Lemmon         | Mt. Lemmon Survey      |
| 447933 | 2008 AN41              | 10 de gener de 2008    | Catalina             | CSS                    |
| 447934 | 2008 AZ44              | 31 de desembre de 2007 | Mount Lemmon         | Mt. Lemmon Survey      |
| 447935 | 2008 AQ52              | 11 de gener de 2008    | Kitt Peak            | Spacewatch             |
| 447936 | 2008 AL58              | 11 de gener de 2008    | Kitt Peak            | Spacewatch             |
| 447937 | 2008 AV61              | 11 de gener de 2008    | Catalina             | CSS                    |
| 447938 | 2008 AB80              | 12 de gener de 2008    | Kitt Peak            | Spacewatch             |
| 447939 | 2008 AV82              | 5 de novembre de 2007  | Mount Lemmon         | Mt. Lemmon Survey      |
| 447940 | 2008 AK83              | 15 de gener de 2008    | Mount Lemmon         | Mt. Lemmon Survey      |
| 447941 | 2008 AP93              | 17 de març de 2004     | Kitt Peak            | Spacewatch             |
| 447942 | 2008 AQ99              | 14 de gener de 2008    | Kitt Peak            | Spacewatch             |
| 447943 | 2008 AV104             | 15 de gener de 2008    | Kitt Peak            | Spacewatch             |
| 447944 | 2008 AD107             | 30 de desembre de 2007 | Kitt Peak            | Spacewatch             |
| 447945 | 2008 AR108             | 31 de desembre de 2007 | Kitt Peak            | Spacewatch             |
| 447946 | 2008 AR115             | 10 de gener de 2008    | Kitt Peak            | Spacewatch             |
| 447947 | 2008 AC129             | 13 de gener de 2008    | Kitt Peak            | Spacewatch             |
| 447948 | 2008 AD129             | 13 de gener de 2008    | Kitt Peak            | Spacewatch             |
| 447949 | 2008 AU137             | 11 de gener de 2008    | Kitt Peak            | Spacewatch             |
| 447950 | 2008 AX137             | 11 de gener de 2008    | Kitt Peak            | Spacewatch             |
| 447951 | 2008 BM3               | 11 de gener de 2008    | Mount Lemmon         | Mt. Lemmon Survey      |
| 447952 | 2008 BW6               | 16 de gener de 2008    | Kitt Peak            | Spacewatch             |
| 447953 | 2008 BU8               | 19 de desembre de 2007 | Mount Lemmon         | Mt. Lemmon Survey      |
| 447954 | 2008 BB11              | 18 de gener de 2008    | Kitt Peak            | Spacewatch             |
| 447955 | 2008 BT14              | 28 de gener de 2008    | Altschwendt          | Ries, W.               |
| 447956 | 2008 BB19              | 28 de gener de 2008    | Altschwendt          | Ries, W.               |
| 447957 | 2008 BK27              | 5 de novembre de 2007  | Mount Lemmon         | Mt. Lemmon Survey      |
| 447958 | 2008 BZ35              | 14 de novembre de 2007 | Mount Lemmon         | Mt. Lemmon Survey      |
| 447959 | 2008 BN36              | 16 de desembre de 2007 | Mount Lemmon         | Mt. Lemmon Survey      |
| 447960 | 2008 BU40              | 29 de gener de 2008    | La Sagra             | OAM                    |
| 447961 | 2008 BC42              | 31 de gener de 2008    | Catalina             | CSS                    |
| 447962 | 2008 BY43              | 18 de desembre de 2007 | Mount Lemmon         | Mt. Lemmon Survey      |
| 447963 | 2008 BM50              | 18 de gener de 2008    | Kitt Peak            | Spacewatch             |
| 447964 | 2008 CN8               | 2 de febrer de 2008    | Catalina             | CSS                    |
| 447965 | 2008 CA14              | 3 de febrer de 2008    | Kitt Peak            | Spacewatch             |
| 447966 | 2008 CN42              | 2 de febrer de 2008    | Kitt Peak            | Spacewatch             |
| 447967 | 2008 CH47              | 3 de febrer de 2008    | Kitt Peak            | Spacewatch             |
| 447968 | 2008 CY65              | 8 de febrer de 2008    | Kitt Peak            | Spacewatch             |
| 447969 | 2008 CY67              | 8 de febrer de 2008    | Mount Lemmon         | Mt. Lemmon Survey      |
| 447970 | 2008 CE73              | 6 de febrer de 2008    | Catalina             | CSS                    |
| 447971 | 2008 CB86              | 31 de desembre de 2007 | Mount Lemmon         | Mt. Lemmon Survey      |
| 447972 | 2008 CV97              | 9 de febrer de 2008    | Kitt Peak            | Spacewatch             |
| 447973 | 2008 CE103             | 28 d'agost de 2006     | Kitt Peak            | Spacewatch             |
| 447974 | 2008 CT107             | 9 de febrer de 2008    | Socorro              | LINEAR                 |
| 447975 | 2008 CA115             | 5 de desembre de 2007  | Mount Lemmon         | Mt. Lemmon Survey      |
| 447976 | 2008 CT116             | 20 de desembre de 2007 | Mount Lemmon         | Mt. Lemmon Survey      |
| 447977 | 2008 CC119             | 12 de febrer de 2008   | Socorro              | LINEAR                 |
| 447978 | 2008 CW126             | 8 de febrer de 2008    | Kitt Peak            | Spacewatch             |
| 447979 | 2008 CG128             | 8 de febrer de 2008    | Kitt Peak            | Spacewatch             |
| 447980 | 2008 CL132             | 8 de febrer de 2008    | Kitt Peak            | Spacewatch             |
| 447981 | 2008 CX152             | 3 de febrer de 2008    | Catalina             | CSS                    |
| 447982 | 2008 CG153             | 1 de febrer de 2008    | Kitt Peak            | Spacewatch             |
| 447983 | 2008 CG161             | 9 de febrer de 2008    | Purple Mountain      | PMO NEO Survey Program |
| 447984 | 2008 CP163             | 10 de febrer de 2008   | Catalina             | CSS                    |
| 447985 | 2008 CX165             | 10 de febrer de 2008   | Mount Lemmon         | Mt. Lemmon Survey      |
| 447986 | 2008 CE172             | 12 de febrer de 2008   | Kitt Peak            | Spacewatch             |
| 447987 | 2008 CP175             | 6 de febrer de 2008    | Socorro              | LINEAR                 |
| 447988 | 2008 CU177             | 11 de gener de 2008    | Socorro              | LINEAR                 |
| 447989 | 2008 CD187             | 2 de febrer de 2008    | Socorro              | LINEAR                 |
| 447990 | 2008 CT192             | 7 de febrer de 2008    | Kitt Peak            | Spacewatch             |
| 447991 | 2008 CE195             | 9 de febrer de 2008    | Mount Lemmon         | Mt. Lemmon Survey      |
| 447992 | 2008 CQ195             | 2 de febrer de 2008    | Mount Lemmon         | Mt. Lemmon Survey      |
| 447993 | 2008 CD197             | 8 de febrer de 2008    | Kitt Peak            | Spacewatch             |
| 447994 | 2008 CS197             | 9 de febrer de 2008    | Kitt Peak            | Spacewatch             |
| 447995 | 2008 CH199             | 13 de febrer de 2008   | Mount Lemmon         | Mt. Lemmon Survey      |
| 447996 | 2008 CO199             | 13 de febrer de 2008   | Mount Lemmon         | Mt. Lemmon Survey      |
| 447997 | 2008 CR201             | 8 de febrer de 2008    | Kitt Peak            | Spacewatch             |
| 447998 | 2008 CE202             | 2 de febrer de 2008    | Kitt Peak            | Spacewatch             |
| 447999 | 2008 CM202             | 7 de febrer de 2008    | Kitt Peak            | Spacewatch             |
| 448000 | 2008 CB204             | 14 de febrer de 2008   | Catalina             | CSS                    |